# Transports en commun du Mans
La Société d'économie mixte des transports en commun de l'agglomération mancelle (SETRAM) gère le réseau des transports en commun qui dessert la communauté urbaine Le Mans Métropole. Setram est par extension le nom du réseau de transports en commun du Mans. Alors que dans certaines villes, la tendance est de distinguer le nom du réseau de l'exploitant (TAN/SEMITAN à Nantes ; Irigo/RD Angers (RATP Dev) à Angers, etc.), le Mans est resté fidèle au nom de la Setram.
La SETRAM gère un réseau de 2 lignes de tramway, 1 ligne de tempo, 28 lignes de bus régulières et 31 lignes de transport scolaire. Elle propose également de la location longue durée de vélos, notamment à assistance électrique ainsi que de la location longue durée de trotinettes électriques .

## Histoire

### Avant la Setram
Les transports en commun font leur apparition au Mans en 1885 avec la mise en service de deux lignes de tramways à traction hippomobile. La Compagnie de l'Ouest électrique obtient la concession d'un réseau de trois lignes de tramway électriques,.
Ce réseau périclite après la Première Guerre mondiale en 1920, la crise économique provoquant la fermeture partielle de deux des trois lignes, seule la ligne reliant l'hôpital à Pontlieue survit et est équipée en 1936 d'autobus au gazogène,. En 1944 le réseau de trolleybus du Mans voit le jour et ils sont utilisés sur la ligne Gare-Maillets/Bollée. Les tramways sont supprimés en 1947,.
Les bus au gazogène disparaissent en 1954, supplantés par ceux roulant au gazole ; les trolleybus disparaissent à leur tour en mai 1969,.

### La Setram

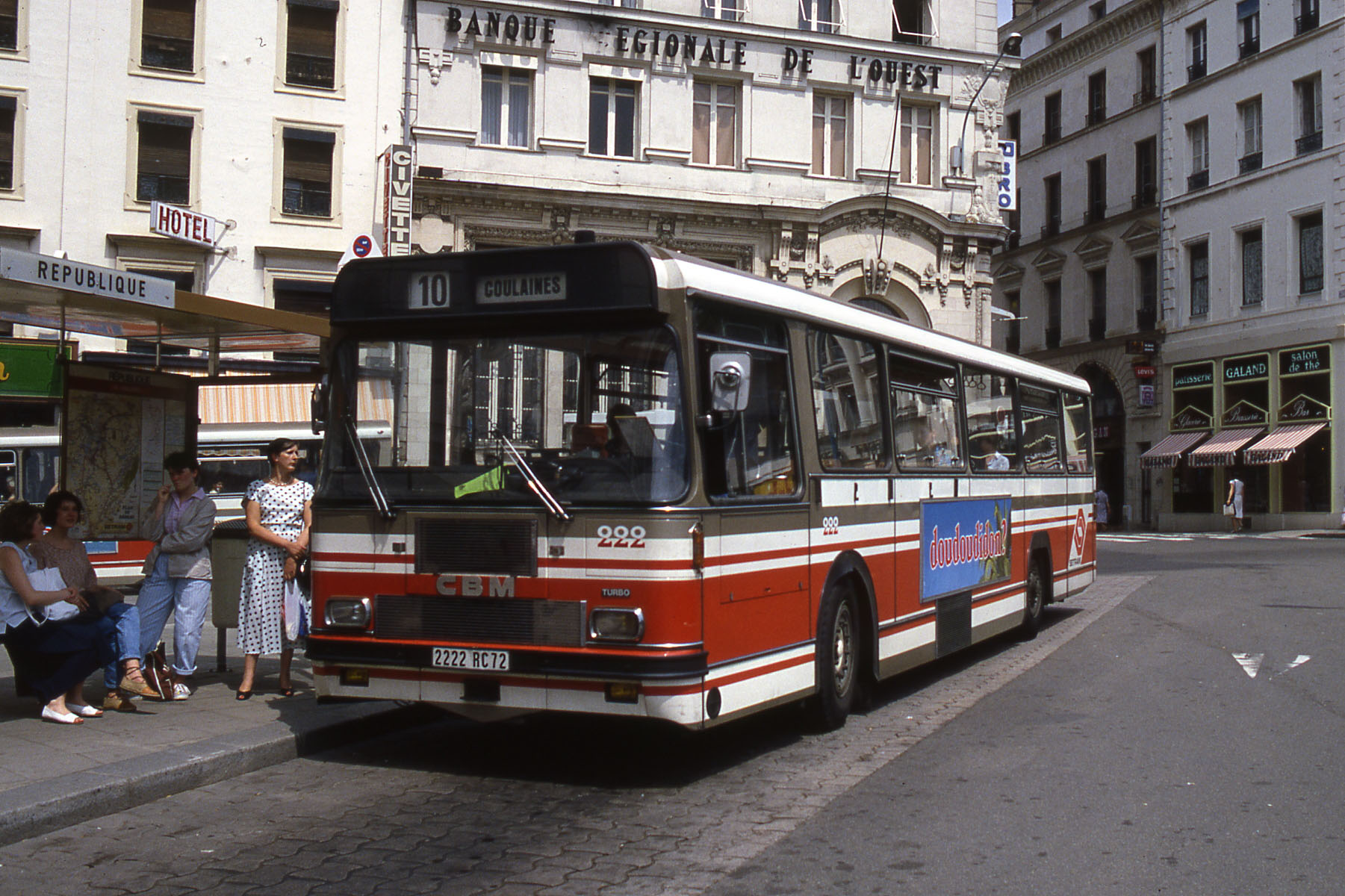
CBM TDU 11 du réseau en 1986.

Le Service des transports de l'agglomération mancelle (SETRAM) voit le jour en janvier 1974 et engage en 1977 une amélioration conséquente de la desserte avec le renouvellement du matériel roulant et la création de couloirs bus et d'un site propre avenue Jean-Jaurès,.
Le 23 mai 1979, le dépôt de l'avenue Pasteur est remplacé par celui de la Zone industrielle Sud. En 1982, le service de transport de personnes à mobilité réduite (TPMR) voit le jour et, l'année suivante, le SETRAM devient la Setram (Société d'économie mixte des transports en commun de l'agglomération mancelle),.
En 1988, l'ensemble du parc est équipé du SAEIV,. L'offre continue de se développer dans les années 1990 avec la création du réseau de soirée Hi'bus en 1992 et des navettes pour la salle Antarès en 1995 ; l'obligation de monter par l'avant est instaurée en 1999 et en 2000 le réseau se dote de ses premiers bus au gaz naturel pour véhicules (GNV),. Deux lignes circulaires sont créées en 2002 tandis que la desserte est améliorée, la desserte du stade Léon-Bollée est créée en 2003, en même temps que le Taxibus pour le quartier d'Yzeuville,.
Le mois de septembre 2004 voit le début des travaux du tramway du Mans, qui est mis en service le 19 novembre 2007, accompagné d'une refonte du réseau de bus, d'un renouvellement complet du mobilier urbain et d'une nouvelle identité visuelle,.
La 2e ligne de tramway est mise en service le 30 août 2014, suivie le 20 février 2016 par le bus à haut niveau de service.
Le 10 Mai 2021, est mis en place un système de réservation flexible : Sétram Résa+. Ce service dessert plusieurs zones d'activité comme le Technoparc, le Cormier ainsi que Family Village, ainsi que le terminus Antarès-Stade Marie Marvingt du tramway T1. Courant 2022, le service est étendu dans les communes de Mulsanne et de Ruaudin (utilisation possible uniquement aux arrêts Centre Signoret et Collège Bollée, Bouchardière et Mairie Ruaudin). Le 3 Juillet 2023, nouvelle zone de desserte créée dans la commune d'Allonnes, desservant la ZA du Monné, avec une correspondance possible au terminus Bois Joli de la ligne T3. Le 2 décembre 2024, la troisième zone de desserte a été créée dans la ville de Champagné, desservant la ZA de la Forêt et en correspondance avec les lignes 25, 25EX et les trains TER.
En 2021, Le Mans Métropole et la Sétram projettent de renouveler le système d'aide à l'exploitation et d'information voyageurs. C'est Engie qui remporte le marché de fourniture du nouveau SAE avec le Navinéo, puis Lumiplan pour les écrans TFT. Fin 2022, le déploiement progressif démarre, d'abord sur les tramways, puis sur les bus dès mai-juin 2023.
Depuis le 1er Janvier 2022, il est possible d'emprunter les trains TER du réseau régional Aléop avec un titre de transport Sétram valide. D'abord entre Champagné/Arnage et Le Mans, puis vers la gare du Mans Hôpital-Université, ouverte le 28 août 2023. Ainsi, elle relie le Centre Hospitalier du Mans à la Gare centrale en 4–5 minutes de temps de trajet, contre 13 minutes avec la ligne T1 du tramway.

## Le réseau actuel

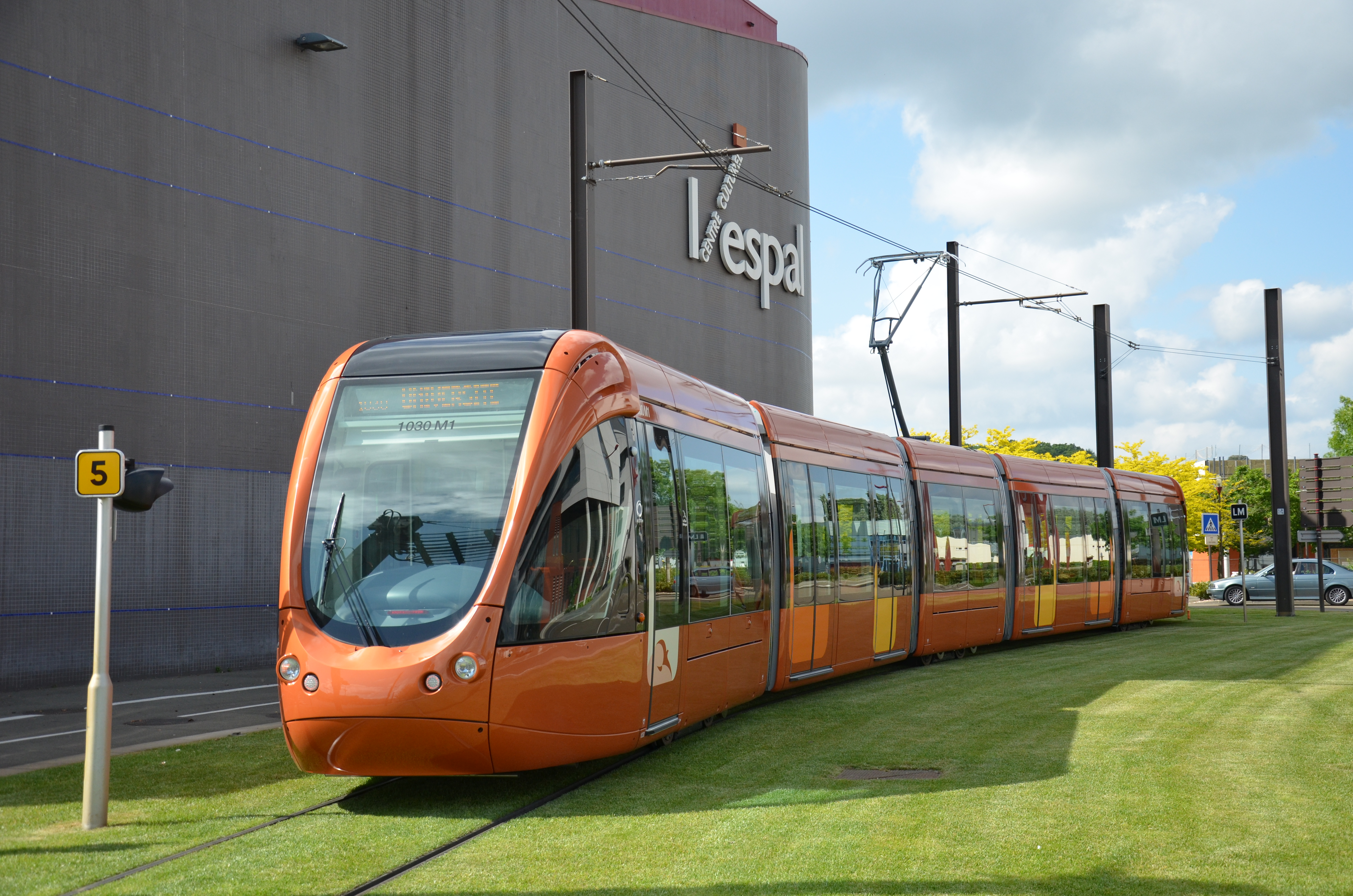
Le Tramway du Mans.

Le réseau de la Setram comprend deux lignes de tramway, une ligne de bus à haut niveau de service, 28 lignes de bus régulières dont onze fonctionnent en transport à la demande le dimanche et 31 lignes de bus scolaires. Toutes ces lignes desservent les 20 communes de la métropole du Mans pour un itinéraire total d'environ 300 kilomètres, sur lesquels sont placés 830 arrêts. Le tramway, le tempo et les 3 lignes de bus structurantes (4, 5, 6) fonctionnent le matin à partir de 5 h 00 jusque tard le soir (0 h 30 pour les bus et 1 h pour le tramway) ; les autres lignes prennent leur service vers 6 h 30, pour se terminer vers 21 h 30. Le réseau de lignes scolaires permet d'acheminer les élèves des collèges et lycées depuis les différentes communes. Le parc comporte 191 véhicules et 465 conducteurs et conductrices transportant 102 000 voyageurs par jour.
L'arrivée du tramway fut l'occasion de revoir le système de billetterie en vigueur afin de le moderniser, en adoptant des billets magnétiques pour les voyages occasionnels ou des cartes à puce RFID pour les abonnements et en complément des carnets de 10 tickets, ce qui permet d'apporter un contrôle en temps réel sur l'évolution des voyageurs sur l'ensemble du réseau. Il est à noter que le réseau urbain du Mans est précurseur pour l'utilisation des cartes à puce en guise de tickets, la majeure partie des autres réseaux ne les utilisant que pour les abonnements.

### Fréquentation
La fréquentation du réseau a connu une hausse ininterrompue entre 2008 et 2018 (+31%). La fréquentation a ensuite subit une légère baisse en 2019 en raison des différents mouvements sociaux, puis une baisse importante à la suite de la pandémie de Covid-19. La fréquentation est depuis en hausse malgré qu'elle n'ait toujours pas retrouvée un niveau d'avant crise.
| Année                                  | 2009   | 2010   | 2011   | 2012   | 2013   | 2014   | 2015   | 2016   | 2017   | 2018   | 2019   | 2020   | 2021   | 2022 | 2023 |
| Nombre de voyages annuel (en millions) | 23,825 | 23,932 | 25,415 | 25,786 | 26,063 | 27,865 | 29,433 | 29,869 | 30,968 | 31,120 | 30,340 | 19,167 | 22,294 | 25,5 | 25,5 |

En 2011, la part du tramway représentait 51 % de la fréquentation du réseau, soit 13,06 millions de voyages. En 2023, cette part s'établit à 61 % de la fréquentation totale avec 16,1 millions de voyages, ce qui représente une hausse de 23,3 % en 12 ans.

### Production
| Année                                                | 2009 | 2011 | 2021                                | 2022                                | 2023                                |
| Nombre de kilomètres annuels effectués (en millions) | 7,19 | 7,31 | 7,76 (dont 0,42 par sous-traitance) | 7,89 (dont 0,52 par sous-traitance) | 7,85 (dont 0,66 par sous-traitance) |

## Parc
Le parc se compose de 34 rames de tramway, 10 BHNS, 88 autobus standards dont 31 fonctionnant au GNV, 43 autobus articulés dont 42 fonctionnant au GNV, 3 véhicules à gabarit réduit, 12 minibus et 1 véhicule léger TPMR, soit 191 véhicules au total. Tous les autobus et tramways sont en livrée « brique cuivrée ». Cette livrée, réalisée par l'agence de design RCP Design Global est apparue à l'arrivée du tramway fin 2007.

### État du parc au 12 mai 2024
| Modèle et quantité                     | Numéros              | Date de mise en service  | Affectations                                                     | Observations |
| -------------------------------------- | -------------------- | ------------------------ | ---------------------------------------------------------------- | --- |
| Tramways (34)                          |                      |                          |                                                                  | |
| 34 Alstom Citadis 302                  | 1001 à 1034          | 2007, 2011, 2013 et 2014 | T1 T2                                                            | |
| Bus articulés (49)                     |                      |                          |                                                                  | |
| 1 Irisbus Agora L                      | 706                  | 2005                     | 4 5 6 7 15 20 21                                                 | |
| 6 Irisbus Citelis 18                   | 151 à 156            | 2007 et 2013             | 5 6 7 15 20 21                                                   | |
| 12 Iveco Bus Urbanway 18 GNC           | 401 à 412            | 2016 et 2017             | 4 5 6 7 15 20 21                                                 | Avril 2019 : installation de girouettes blanches dont frontale avec indice couleur sur le no 412. |
| 10 Iveco Bus Crealis 18 GNC            | 301 à 310            | 2016                     | T3                                                               | |
| 5 Mercedes-Benz Citaro GC2 NGT         | 413 à 417            | 2019                     | 4 5 6 7 15 20 21                                                 | Véhicules dotés de la priorité aux feux. |
| 11 Mercedes-Benz Citaro GC2 Hybrid-NGT | 418 à 428            | 2021 et 2022             | 4 5 6 7 15 20 21                                                 | Véhicules dotés de la priorité aux feux. |
| 10 Urbanway 18 GNC Hybrid              | 429 à 438            | 2024                     | 4 5 6 7 15 20 21                                                 | |
| Bus standards (85)                     |                      |                          |                                                                  | |
| 4 Irisbus Agora S                      | 611 à 614            | 2005                     | 4 6 7 10 11 12 14 15 16 17 20 21 22 23 24 25 26 27 28 33 34      | |
| 49 Irisbus Citelis 12                  | 101 à 116, 118 à 150 | 2006 à 2013              | 4 5 6 7 10 11 12 13 14 15 16 17 20 21 22 23 24 25 26 27 28 33 34 | La dernière série de Citelis 12 (no 145 à 150) est équipée de la priorité aux feux, lui permettant de circuler sur la voie du Tempo (entre Gares et Pêcheurs, sur la ligne 13). 117 réformé le 23 mai 2020, détruit par incendie d'origine électrique. |
| 12 Iveco Bus Urbanway 12 GNC           | 201 à 212            | 2016 et 2017             | 4 5 6 7 10 11 13 15 16 17 20 21 23 24 25 26 27 28 33 34          | Véhicules dotés de la priorité aux feux. |
| 6 Mercedes-Benz Citaro C2 NGT          | 213 à 218            | 2019                     | 4 5 6 7 10 11 13 15 16 17 20 21 23 24 25 26 27 28 33 34          | Véhicules dotés de la priorité aux feux. |
| 14 Mercedes-Benz Citaro C2 Hybrid-NGT  | 219 à 232            | 2021 et 2022             | 4 5 6 7 10 11 13 15 16 17 20 21 23 24 25 26 27 28 33 34          | Véhicules dotés de la priorité aux feux. Mai 2022 : Le 232 se dote d'une girouette frontale dite "à haute résolution". |
| 1 Safra Businova H2                    | 907                  | 2020                     | 13 17 (+ services spéciaux)                                      | Véhicule doté de la priorité aux feux. |
| 2 Iveco Bus Crossway Low Entry NP      | 908 et 909           | 2021 et 2022             | 17 24 25 27                                                      | |
| Minibus (3)                            |                      |                          |                                                                  | |
| 3 Bolloré Bluebus 6m                   | 910 à 912            | 2021                     | La Mancelle                                                      | Véhicules neufs succédant à d'autres unités du même modèle, prêtées par le constructeur. |

### Liste des véhicules réformés
| Modèle et quantité           | Numéros                | Date de mise en service | Observations |  |
| ---------------------------- | ---------------------- | ----------------------- | --- |  |
| 31 BERLIET PLR 8U            | 21 à 51                | 1954-1963               | |  |
| 2 SAVIEM SC2                 |                        | 1961                    | |  |
| 1 SAVIEM SC6                 |                        | 1967                    | |  |
| 8 SAVIEM SC10U 442           | 101 à 108              | 1966-1967               | Transformés par l'atelier de la COE en version 244 à 1 agent |  |
| 22 SAVIEM SC10U 244          | 109 à 130              | 1968-1975               | Version 244 à 1 agent d'origine. 123 à 130 transformés par l'atelier de la SETRAM en self-service avec application de la livrée rouge et olive. 123 et 128 vendus à Roanne, 126 repeint extérieurement par les élèves d'une école |  |
| 4 BERLIET PGR                | 91 à 94                | 1972-1973               | Neufs |  |
| 17 SAVIEM SC10U 444          | 131 à 147              | 1976                    | Premiers SC10 équipés du self service d'origine. 131 à 139 avec feux arrière à cabochons triangulaires, 140 à 147 avec feux arrière carrés |  |
| 19 SAVIEM SC1OU 444D         | 148 à 155 et 157 à 167 | 1977 à 1980             | 146 repeint extérieurement aux couleurs des clubs de tennis et de golf de Sargé-lès-le-Mans et dès lors affecté à la ligne 30, 151 offert aux Restos du Cœur, 159 repeint à quelques mois de sa réforme par le public dans le cadre de la prévention du sida                                                                         |  |
| 1 SAVIEM SC10UPF 244D        | 156                    | 1978                    | revendu au réseau d'Ajaccio en 1991 (nouveau numéro de parc: 9366) |  |
| 4 Renault SC10UO 444D        | 168 à 171              | 1980                    | 170 et 171 offerts à Cuba |  |
| 9 Renault SC10R 444D         | 172 à 180              | 1982 et 1988            | 174 offert aux Restos du Cœur |  |
| 1 CBM TDU-11 deux portes     | 200                    | 1976                    | Échangé avec le réseau de Perpignan en 1982 contre deux Brossel. À l'issue de sa carrière à la SETRAM, ce véhicule a été offert au centre de transfusion sanguine du Mans chez qui il a servi de véhicule itinérant pour le prélèvement de plasma sanguin avec accueil des donneurs.                                                 |  |
| 19 CBM TDU-11 trois portes   | 201 à 213 et 215 à 220 | 1976 à 1978             | 214 prototype des TDU-11S, 217 transformé en Bus Infos avec livrée classique en 1990 puis livrée spécifique. Nouveau numéro de parc: 092 (considéré comme camion atelier sur sa carte violette) |  |
| 28 CBM TDU-11S trois portes  | 214, 221 à 247         | 1979 à 1983             | 214 prototype des TDU-11S, 239 repeint par l'atelier de la SETRAM avec application d'une bande olive en bas de caisse |  |
| 13 CBM TDU-11SR trois portes | 248 à 260              | 1983 à 1985             | 260 préservé par l'association AMTUIR |  |
| 5 MAN SG220 quatre portes    | 301 à 305              | 1980                    | |  |
| 2 MAM SG220 trois portes     | 344 et 345             | 1978                    | Bus achetés d'occasion en 1989 au réseau TAG de Grenoble, numéros de parc respectifs à Grenoble: 102 et 107, remis en service au Mans sous leurs nouveaux numéros à l'automne 1990 avec application d'une livrée spéciale à base de jaune et gris métallisé "bus Campus" pour le 344 et rouge, gris et blanc "bus J'Bus" pour le 345 |  |
| 17 Renault PR180MI           | 306 à 322              | 1981 à 1983             | 308 et 321 repeints par l'atelier de la SETRAM avec application d'une bande olive en bas de caisse (308 avec pare-chocs blancs, 321 avec pare-chocs olive) |  |
| 6 Renault PR180R.            | 323 à 328              | 1984                    | |  |
| 15 Renault PR 180.2          | 329 à 343              | 1985 à 1987             | 329 victime d'une grosse collision (par l'arrière) et remis en état, 337 victime d'un incendie du compartiment moteur et remis en état, 342 disparu prématurément, en 2001, à cause d'une grosse avarie mécanique (fissure sur le châssis au niveau d'un bras d'appui de la remorque)                                                |  |
| 52 Renault R312              | 401 à 452              | 1988 à 1995             | 412 victime d'un incendie à l'avant et remis en état, 401 à 428 avec enfûtage à gauche, 429 à 452 avec enfûtage à droite, 435 à 452 repeints en livrée Brique Cuivrée |  |
| 15 Heuliez GX 107            | 501 à 515              | 1988 à 1991             | |  |
| 12 Heuliez GX 187            | 551 à 562              | 1992, 1993 et 1995      | 555 et 562 en livrée à dominante verte "Cénomane", 557 et 560 en livrée à dominante rouge "J' Bus", 558 et 559 en livrée à dominante jaune "Campus" en remplacement des deux MAN SG220 rachetés à Grenoble, puis 559, 560 et 562 repeints en livrée Brique Cuivrée                                                                   |  |
| 10 Renault Agora S €2        | 601 à 610              | 1997 et 1998            | Seul le 610 était accessible PMR, 602 offert aux Restos du cœur |  |
| 18 Renault Agora S GNV       | 651 à 668              | 2000 et 2001            | 666 réformé prématurément en fin novembre 2014, sévèrement endommagé dans une collision |  |
| 15 Irisbus Agora S GNV       | 669 à 683              | 2002 et 2004            | 680 réformé prématurément le 3 février 2007 par un incendie à Coulaines. 678 réformé prématurément le 25 septembre 2019 sévèrement endommagé dans une collision Le 681 et le 683 circulent pour faire des navettes, pour les conducteurs, entre le dépôt et un arrêt de bus. Ils seront réformés en septembre.                       |  |
| 5 Renault Agora L €2         | 701 à 705              | 1998                    | |  |
| 13 Renault Agora L GNV       | 751 à 763              | 2000 et 2001            | |  |
| 22 Irisbus Agora L GNV       | 764 à 780              | 2003 et 2004.2005       | |  |
| 6 Heuliez GX 117             | 901 à 906              | 2001 et 2002            | |  |
| 1 Irisbus Citelis 12         | 117                    | 26 janvier 2009         | Véhicule victime d'un incendie mécanique le 23 mai 2020. |  |

## Liste des lignes

### Tramway
La Setram gère l'exploitation des 2 lignes de tramways. La première ligne relie Antarès et le Stade Marie Marvingt (ex-MMArèna) au pôle de l'Université tandis que la seconde permet d'atteindre le quartier des Sablons depuis Bellevue. Ces deux lignes ont un tronc commun en centre-ville entre Saint-Martin et Préfecture.
| Ligne | Caractéristiques | Caractéristiques                                       | Caractéristiques                                       | Caractéristiques                                       | Caractéristiques                                       | Caractéristiques                                       | Caractéristiques                                       | Caractéristiques                                       | Caractéristiques                                       |
| T1    | Université ⥋ Antarès-Stade Marie Marvingt | Université ⥋ Antarès-Stade Marie Marvingt              | Université ⥋ Antarès-Stade Marie Marvingt              | Université ⥋ Antarès-Stade Marie Marvingt              | Université ⥋ Antarès-Stade Marie Marvingt              | Université ⥋ Antarès-Stade Marie Marvingt              | Université ⥋ Antarès-Stade Marie Marvingt              | Université ⥋ Antarès-Stade Marie Marvingt              | Université ⥋ Antarès-Stade Marie Marvingt              |
| ----- | --- | ------------------------------------------------------ | ------------------------------------------------------ | ------------------------------------------------------ | ------------------------------------------------------ | ------------------------------------------------------ | ------------------------------------------------------ | ------------------------------------------------------ | ------------------------------------------------------ |
| T1    | Ouverture / Fermeture 19 novembre 2007 / — | Longueur 15,4 km                                       | Durée 38 min                                           | Nb. d’arrêts 29                                        | Matériel Citadis 302                                   | Jours de fonctionnement L, Ma, Me, J, V, S, D          | Jour / Soir / Nuit / Fêtes O / O / N / O               | Voy. / an 17 500 000                                   | Exploitant Setram                                      |
| T1    | Desserte : - Communes : Le Mans - Principaux arrêts desservis : Université • Cadran-Épine • Hôpital • Théodore Monod • Éperon - Cité Plantagenêt • République • Gares • Saint-Martin • Pontlieue • Guetteloup - Pôle Santé Sud • Antarès-Stade Marie Marvingt                                                                                           |                                                        |                                                        |                                                        |                                                        |                                                        |                                                        |                                                        |                                                        |

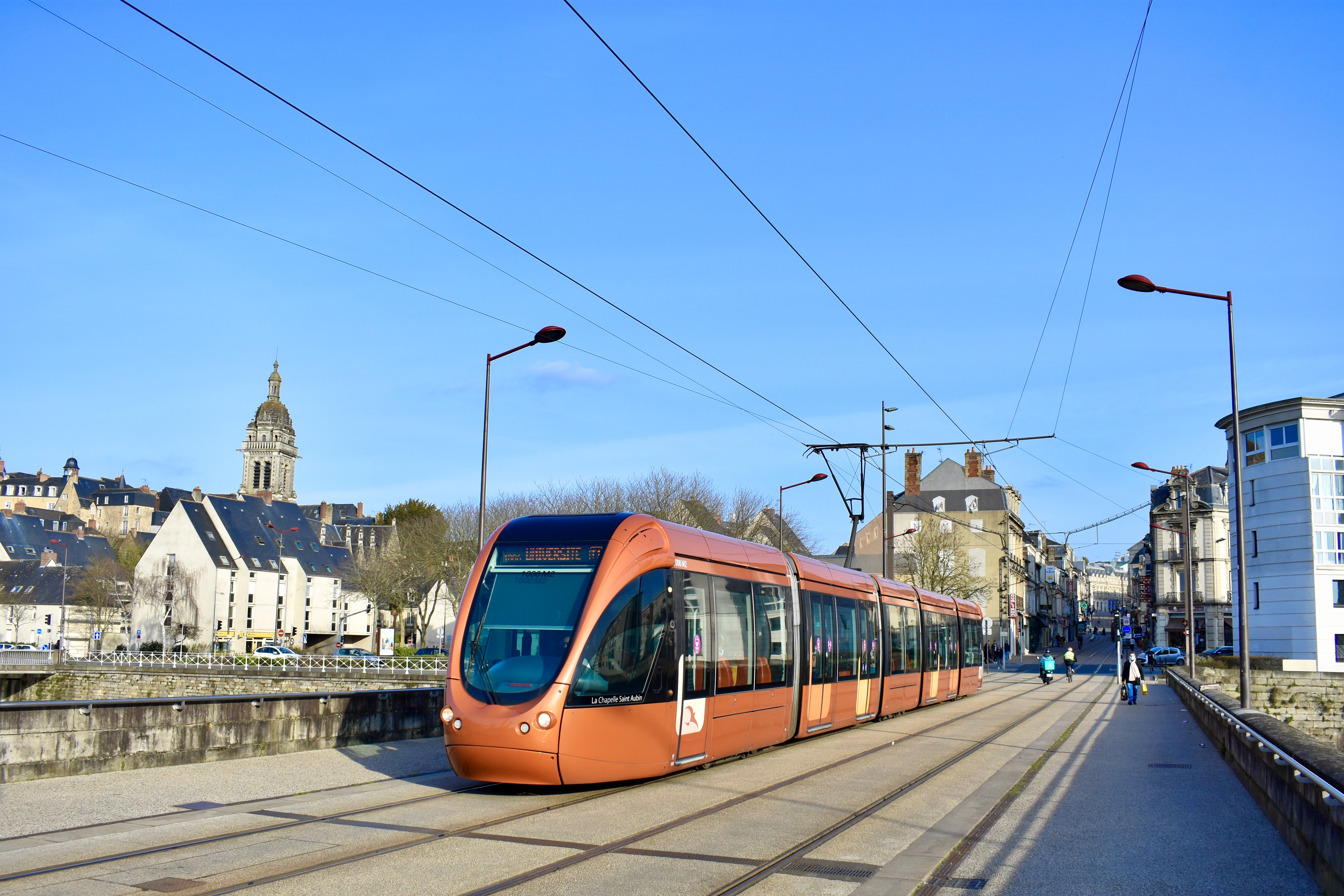
Ligne T1

| T1    | Autre : La branche Espal a été reprise par la ligne T2 à partir du 30 août 2014. Juin 2022, la MMA rompt le contrat de naming du stade de football. La mention MMArena disparaît, et devient Stade Marie Marvingt. La modification vocale est visuelle est effectuée par la Sétram à bord des véhicules et sur les arrêts, en date du 1er Janvier 2023. |                                                        |                                                        |                                                        |                                                        |                                                        |                                                        |                                                        |                                                        |
| T1    | Dernière actualisation : — |                                                        |                                                        |                                                        |                                                        |                                                        |                                                        |                                                        |                                                        |
| T2    | Bellevue-Hauts de Coulaines ⥋ Espal-Arche de la Nature | Bellevue-Hauts de Coulaines ⥋ Espal-Arche de la Nature | Bellevue-Hauts de Coulaines ⥋ Espal-Arche de la Nature | Bellevue-Hauts de Coulaines ⥋ Espal-Arche de la Nature | Bellevue-Hauts de Coulaines ⥋ Espal-Arche de la Nature | Bellevue-Hauts de Coulaines ⥋ Espal-Arche de la Nature | Bellevue-Hauts de Coulaines ⥋ Espal-Arche de la Nature | Bellevue-Hauts de Coulaines ⥋ Espal-Arche de la Nature | Bellevue-Hauts de Coulaines ⥋ Espal-Arche de la Nature |
| T2    | Ouverture / Fermeture 30 août 2014 / — | Longueur —                                             | Durée 25 min                                           | Nb. d’arrêts 18                                        | Matériel Citadis 302                                   | Jours de fonctionnement L, Ma, Me, J, V, S, D          | Jour / Soir / Nuit / Fêtes O / O / N / O               | Voy. / an —                                            | Exploitant Setram                                      |
| T2    | Desserte : - Communes : Le Mans - Principaux arrêts desservis : Bellevue - Hauts de Coulaines • Maillets-Zamenhof • Comtes du Maine - Office du tourisme • Gares • Saint-Martin • Atlantides - Sablons • Espal - Arche de la Nature |                                                        |                                                        |                                                        |                                                        |                                                        |                                                        |                                                        |                                                        |
| T2    | Autre : |                                                        |                                                        |                                                        |                                                        |                                                        |                                                        |                                                        |                                                        |
| T2    | Dernière actualisation : — |                                                        |                                                        |                                                        |                                                        |                                                        |                                                        |                                                        |                                                        |

- Ligne T1

### Autobus
En 2007, une grande partie des lignes de bus a été redistribuée afin de s'adapter à la réorganisation du réseau lors de la mise en place du nouveau service lié à l'arrivée du tramway. L'installation d'indications vocales, indiquant les arrêts et la destination de chaque autobus a été effectuée ainsi que la mise en place de bornes indiquant les prochains passages. Tous les bus ont reçu la nouvelle livrée.
Au 19 décembre 2021, tous les véhicules sont dotés d'un ou plusieurs bandeaux d'informations voyageurs, ainsi que de la sonorisation, annonçant les arrêts puis la destination à l'intérieur. Le numéro de la ligne et sa destination sont également annoncés sur des haut-parleurs extérieurs, sur les véhicules dont la mise en service s'est faite après l'année 2008.

#### Bus à haut niveau de service
| Ligne | Caractéristiques | Caractéristiques             | Caractéristiques             | Caractéristiques             | Caractéristiques             | Caractéristiques                              | Caractéristiques                         | Caractéristiques             | Caractéristiques             |
| T3    | Tempo | Tempo                        | Tempo                        | Tempo                        | Tempo                        | Tempo                                         | Tempo                                    | Tempo                        | Tempo                        |
| T3    | Gares ⥋ Allonnes - Bois Joli | Gares ⥋ Allonnes - Bois Joli | Gares ⥋ Allonnes - Bois Joli | Gares ⥋ Allonnes - Bois Joli | Gares ⥋ Allonnes - Bois Joli | Gares ⥋ Allonnes - Bois Joli                  | Gares ⥋ Allonnes - Bois Joli             | Gares ⥋ Allonnes - Bois Joli | Gares ⥋ Allonnes - Bois Joli |
| ----- | --- | ---------------------------- | ---------------------------- | ---------------------------- | ---------------------------- | --------------------------------------------- | ---------------------------------------- | ---------------------------- | ---------------------------- |
| T3    | Ouverture / Fermeture 20 février 2016 / — | Longueur 7,2 km              | Durée 20 min                 | Nb. d’arrêts 14              | Matériel Crealis 18 GNC      | Jours de fonctionnement L, Ma, Me, J, V, S, D | Jour / Soir / Nuit / Fêtes O / O / N / O | Voy. / an —                  | Exploitant Setram            |
| T3    | Desserte : - Communes : Le Mans et Allonnes - Principaux arrêts desservis : Gares • Pêcheurs • Patte d'Oie • Stade Georges Garnier • Centre Culturel Jean Carmet • Collège Kennedy • Lycée Malraux • Allonnes - Bois Joli |                              |                              |                              |                              |                                               |                                          |                              |                              |
| T3    | Autre : La ligne T3 est une ligne de bus à haut niveau de service, aussi dénommé « Tempo », qui remplace la ligne 16 depuis le 20 février 2016.                                                                           |                              |                              |                              |                              |                                               |                                          |                              |                              |
| T3    | Dernière actualisation : — |                              |                              |                              |                              |                                               |                                          |                              |                              |

#### Lignes 4 à 7
| Ligne | Caractéristiques | Caractéristiques                                                              | Caractéristiques                                                              | Caractéristiques                                                              | Caractéristiques                                                              | Caractéristiques                                                              | Caractéristiques                                                              | Caractéristiques                                                              | Caractéristiques                                                              |
| 4     | Saint-Joseph / Saint-Georges ⥋ Bellevue - Hauts de Coulaines | Saint-Joseph / Saint-Georges ⥋ Bellevue - Hauts de Coulaines                  | Saint-Joseph / Saint-Georges ⥋ Bellevue - Hauts de Coulaines                  | Saint-Joseph / Saint-Georges ⥋ Bellevue - Hauts de Coulaines                  | Saint-Joseph / Saint-Georges ⥋ Bellevue - Hauts de Coulaines                  | Saint-Joseph / Saint-Georges ⥋ Bellevue - Hauts de Coulaines                  | Saint-Joseph / Saint-Georges ⥋ Bellevue - Hauts de Coulaines                  | Saint-Joseph / Saint-Georges ⥋ Bellevue - Hauts de Coulaines                  | Saint-Joseph / Saint-Georges ⥋ Bellevue - Hauts de Coulaines                  |
| ----- | --- | ----------------------------------------------------------------------------- | ----------------------------------------------------------------------------- | ----------------------------------------------------------------------------- | ----------------------------------------------------------------------------- | ----------------------------------------------------------------------------- | ----------------------------------------------------------------------------- | ----------------------------------------------------------------------------- | ----------------------------------------------------------------------------- |
| 4     | Ouverture / Fermeture 19 novembre 2007 / — | Longueur —                                                                    | Durée 27 min                                                                  | Nb. d’arrêts 35                                                               | Matériel Standards                                                            | Jours de fonctionnement L, Ma, Me, J, V, S, D                                 | Jour / Soir / Nuit / Fêtes O / O / N / O                                      | Voy. / an —                                                                   | Exploitant Setram                                                             |
| 4     | Desserte : - Communes : Pruillé-le-Chétif, Le Mans et Coulaines - Principaux arrêts desservis : Saint-Georges • Fernand Tavano • St-Lazare • Éperon - Cité Plantagenêt • Mairie • Jacobins • Banjan • La Paix • Bellevue - Hauts de Coulaines              |                                                                               |                                                                               |                                                                               |                                                                               |                                                                               |                                                                               |                                                                               |                                                                               |
| 4     | Autre : L'arrêt Saint-Joseph est desservi à certains horaires du lundi au vendredi en période scolaire. Depuis la rentrée 2021-2022, la ligne 4 dessert les quais de la Sarthe, avec les arrêts Goron et Passerelle, uniquement en direction de Coulaines. |                                                                               |                                                                               |                                                                               |                                                                               |                                                                               |                                                                               |                                                                               |                                                                               |
| 4     | Dernière actualisation : — |                                                                               |                                                                               |                                                                               |                                                                               |                                                                               |                                                                               |                                                                               |                                                                               |
| 5     | Gazonfier ⥋ Oasis - Centre des Expositions | Gazonfier ⥋ Oasis - Centre des Expositions                                    | Gazonfier ⥋ Oasis - Centre des Expositions                                    | Gazonfier ⥋ Oasis - Centre des Expositions                                    | Gazonfier ⥋ Oasis - Centre des Expositions                                    | Gazonfier ⥋ Oasis - Centre des Expositions                                    | Gazonfier ⥋ Oasis - Centre des Expositions                                    | Gazonfier ⥋ Oasis - Centre des Expositions                                    | Gazonfier ⥋ Oasis - Centre des Expositions                                    |
| 5     | Ouverture / Fermeture 1er septembre 2018 / — | Longueur —                                                                    | Durée 29 min                                                                  | Nb. d’arrêts 29                                                               | Matériel Articulés Standards                                                  | Jours de fonctionnement L, Ma, Me, J, V, S, D                                 | Jour / Soir / Nuit / Fêtes O / O / N / O                                      | Voy. / an —                                                                   | Exploitant Setram                                                             |
| 5     | Desserte : - Communes : Le Mans - Principaux arrêts desservis : Gazonfier • Sécurité Sociale • Comtes du Maine • Préfecture • Washington • Saint-Martin • Pontlieue Geneslay • Ronceray • Oasis - Centre des Expositions                                   |                                                                               |                                                                               |                                                                               |                                                                               |                                                                               |                                                                               |                                                                               |                                                                               |
| 5     | Autre : |                                                                               |                                                                               |                                                                               |                                                                               |                                                                               |                                                                               |                                                                               |                                                                               |
| 5     | Dernière actualisation : — |                                                                               |                                                                               |                                                                               |                                                                               |                                                                               |                                                                               |                                                                               |                                                                               |
| 6     | Saint Martin ⥋ République | Saint Martin ⥋ République                                                     | Saint Martin ⥋ République                                                     | Saint Martin ⥋ République                                                     | Saint Martin ⥋ République                                                     | Saint Martin ⥋ République                                                     | Saint Martin ⥋ République                                                     | Saint Martin ⥋ République                                                     | Saint Martin ⥋ République                                                     |
| 6     | Ouverture / Fermeture 1er septembre 2018 / — | Longueur —                                                                    | Durée 27 min                                                                  | Nb. d’arrêts 35                                                               | Matériel Articulés Standards                                                  | Jours de fonctionnement L, Ma, Me, J, V, S, D                                 | Jour / Soir / Nuit / Fêtes O / N / N / O                                      | Voy. / an —                                                                   | Exploitant Setram                                                             |
| 6     | Desserte : - Communes : Le Mans - Principaux arrêts desservis : République • Flore • Sécurité Sociale • Espal - Arche de la Nature • Californie • Lycée Sud • Funay • Pontlieue Jean Mac • Saint-Martin                                                    |                                                                               |                                                                               |                                                                               |                                                                               |                                                                               |                                                                               |                                                                               |                                                                               |
| 6     | Autre : |                                                                               |                                                                               |                                                                               |                                                                               |                                                                               |                                                                               |                                                                               |                                                                               |
| 6     | Dernière actualisation : — |                                                                               |                                                                               |                                                                               |                                                                               |                                                                               |                                                                               |                                                                               |                                                                               |
| 7     | (Circulaire) Éperon - Cité Plantagenêt ⥋ via le centre commercial Auchan Nord | (Circulaire) Éperon - Cité Plantagenêt ⥋ via le centre commercial Auchan Nord | (Circulaire) Éperon - Cité Plantagenêt ⥋ via le centre commercial Auchan Nord | (Circulaire) Éperon - Cité Plantagenêt ⥋ via le centre commercial Auchan Nord | (Circulaire) Éperon - Cité Plantagenêt ⥋ via le centre commercial Auchan Nord | (Circulaire) Éperon - Cité Plantagenêt ⥋ via le centre commercial Auchan Nord | (Circulaire) Éperon - Cité Plantagenêt ⥋ via le centre commercial Auchan Nord | (Circulaire) Éperon - Cité Plantagenêt ⥋ via le centre commercial Auchan Nord | (Circulaire) Éperon - Cité Plantagenêt ⥋ via le centre commercial Auchan Nord |
| 7     | Ouverture / Fermeture 1er septembre 2018 / — | Longueur —                                                                    | Durée 35 min                                                                  | Nb. d’arrêts 13                                                               | Matériel Standards Articulés                                                  | Jours de fonctionnement L, Ma, Me, J, V, S, D                                 | Jour / Soir / Nuit / Fêtes O / N / N / O                                      | Voy. / an —                                                                   | Exploitant Setram                                                             |
| 7     | Desserte : - Communes : Le Mans et La Chapelle-Saint-Aubin - Principaux arrêts desservis : Éperon - Cité Plantagenêt • Chasse Royale • Auchan • Cinémas CGR • Chasse Royale • Éperon - Cité Plantagenêt                                                    |                                                                               |                                                                               |                                                                               |                                                                               |                                                                               |                                                                               |                                                                               |                                                                               |
| 7     | Autre : La ligne 7 reprend en partie l'ancienne ligne 8. Elle ne dessert pas le Parc Manceau, laissé à la ligne 14. En revanche, la ligne 7 dessert le Cinéma Méga CGR de Saint Saturnin.                                                                  |                                                                               |                                                                               |                                                                               |                                                                               |                                                                               |                                                                               |                                                                               |                                                                               |
| 7     | Dernière actualisation : — |                                                                               |                                                                               |                                                                               |                                                                               |                                                                               |                                                                               |                                                                               |                                                                               |

#### Lignes 10 à 17
| Ligne | Caractéristiques | Caractéristiques                                                             | Caractéristiques                                                             | Caractéristiques                                                             | Caractéristiques                                                             | Caractéristiques                                                             | Caractéristiques                                                             | Caractéristiques                                                             | Caractéristiques                                                             |
| 10    | (Circulaire) Oasis - Centre des Expositions ⥋ Oasis - Centre des Expositions | (Circulaire) Oasis - Centre des Expositions ⥋ Oasis - Centre des Expositions | (Circulaire) Oasis - Centre des Expositions ⥋ Oasis - Centre des Expositions | (Circulaire) Oasis - Centre des Expositions ⥋ Oasis - Centre des Expositions | (Circulaire) Oasis - Centre des Expositions ⥋ Oasis - Centre des Expositions | (Circulaire) Oasis - Centre des Expositions ⥋ Oasis - Centre des Expositions | (Circulaire) Oasis - Centre des Expositions ⥋ Oasis - Centre des Expositions | (Circulaire) Oasis - Centre des Expositions ⥋ Oasis - Centre des Expositions | (Circulaire) Oasis - Centre des Expositions ⥋ Oasis - Centre des Expositions |
| ----- | --- | ---------------------------------------------------------------------------- | ---------------------------------------------------------------------------- | ---------------------------------------------------------------------------- | ---------------------------------------------------------------------------- | ---------------------------------------------------------------------------- | ---------------------------------------------------------------------------- | ---------------------------------------------------------------------------- | ---------------------------------------------------------------------------- |
| 10    | Ouverture / Fermeture 1er septembre 2018 / — | Longueur —                                                                   | Durée 40-45 min                                                              | Nb. d’arrêts 40                                                              | Matériel Standards                                                           | Jours de fonctionnement L, Ma, Me, J, V, S, D                                | Jour / Soir / Nuit / Fêtes O / N / N / O                                     | Voy. / an —                                                                  | Exploitant Setram                                                            |
| 10    | Desserte : - Communes : Le Mans - Principaux arrêts desservis : Oasis - Centre des Expositions • Pontlieue Geneslay • Cugnot • Grenoble • Glonnières - Centre Sud • Raineries • Oasis - Centre des Expositions |                                                                              |                                                                              |                                                                              |                                                                              |                                                                              |                                                                              |                                                                              |                                                                              |
| 10    | Autre : La ligne 10 reprend une partie de la ligne 17 et une partie de la ligne 6. Les arrêts Morane et Madon ont été créés pour cette ligne entre Raineries et Oasis. En raison des 24 Heures du Mans, le terminus Oasis est reporté à l'arrêt David d'Angers. De ce fait, les arrêts entre David d'Angers et Oasis et entre Oasis et Papin ne sont pas desservis. |                                                                              |                                                                              |                                                                              |                                                                              |                                                                              |                                                                              |                                                                              |                                                                              |
| 10    | Dernière actualisation : — |                                                                              |                                                                              |                                                                              |                                                                              |                                                                              |                                                                              |                                                                              |                                                                              |
| 11    | Le Cadran / La Chapelle-Saint-Aubin ⥋ Closerie | Le Cadran / La Chapelle-Saint-Aubin ⥋ Closerie                               | Le Cadran / La Chapelle-Saint-Aubin ⥋ Closerie                               | Le Cadran / La Chapelle-Saint-Aubin ⥋ Closerie                               | Le Cadran / La Chapelle-Saint-Aubin ⥋ Closerie                               | Le Cadran / La Chapelle-Saint-Aubin ⥋ Closerie                               | Le Cadran / La Chapelle-Saint-Aubin ⥋ Closerie                               | Le Cadran / La Chapelle-Saint-Aubin ⥋ Closerie                               | Le Cadran / La Chapelle-Saint-Aubin ⥋ Closerie                               |
| 11    | Ouverture / Fermeture 19 novembre 2007 / — | Longueur —                                                                   | Durée 26-31 min                                                              | Nb. d’arrêts 27                                                              | Matériel Standards                                                           | Jours de fonctionnement L, Ma, Me, J, V, S, D                                | Jour / Soir / Nuit / Fêtes O / N / N / O                                     | Voy. / an —                                                                  | Exploitant Setram                                                            |
| 11    | Desserte : - Communes : Le Mans, Coulaines, La Chapelle-Saint-Aubin - Principaux arrêts desservis : La Chapelle-Saint-Aubin • Le Cadran • Sainte-Catherine • Chasse Royale • Éperon - Cité Plantagenêt • Jacobins • Banjan • La Baule • Closerie |                                                                              |                                                                              |                                                                              |                                                                              |                                                                              |                                                                              |                                                                              |                                                                              |
| 11    | Autre : Les arrêts Trangé, Église La Chapelle Saint Aubin et le terminus La Chapelle Saint Aubin sont desservis à certaines heures du lundi au samedi. Les dimanches, les arrêts Surcouf, Jacques Cartier et Le Cadran ne sont pas desservis, terminus unique à La Chapelle Saint Aubin. À partir du 28 août 2021, afin de réduire les difficultés de croisement des bus dans la rue Henry Delagénière, les arrêts Jacobins, Saint-Vincent et Delagénière ne sont plus desservis en direction de Coulaines. Le report est effectué sur les quais de la Sarthe, sur lequel y sont créés les arrêts "Goron" et "Passerelle" avec la ligne 4. |                                                                              |                                                                              |                                                                              |                                                                              |                                                                              |                                                                              |                                                                              |                                                                              |
| 11    | Dernière actualisation : — |                                                                              |                                                                              |                                                                              |                                                                              |                                                                              |                                                                              |                                                                              |                                                                              |
| 12    | Domaine de Beauregard ⥋ Zamenhof | Domaine de Beauregard ⥋ Zamenhof                                             | Domaine de Beauregard ⥋ Zamenhof                                             | Domaine de Beauregard ⥋ Zamenhof                                             | Domaine de Beauregard ⥋ Zamenhof                                             | Domaine de Beauregard ⥋ Zamenhof                                             | Domaine de Beauregard ⥋ Zamenhof                                             | Domaine de Beauregard ⥋ Zamenhof                                             | Domaine de Beauregard ⥋ Zamenhof                                             |
| 12    | Ouverture / Fermeture 1er septembre 2018 / — | Longueur —                                                                   | Durée 44 min                                                                 | Nb. d’arrêts 40                                                              | Matériel Standards                                                           | Jours de fonctionnement L, Ma, Me, J, V, S, D                                | Jour / Soir / Nuit / Fêtes O / N / N / O                                     | Voy. / an —                                                                  | Exploitant Setram                                                            |
| 12    | Desserte : - Communes : Le Mans - Principaux arrêts desservis : Domaine de Beauregard • Théodore Monod • Chêne Vert • Éperon - Cité Plantagenêt • Comtes du Maine • Mutuel • Ardoise • Villaret • Zamenhof |                                                                              |                                                                              |                                                                              |                                                                              |                                                                              |                                                                              |                                                                              |                                                                              |
| 12    | Autre : La ligne 12 est née d'une fusion entre l'ancienne ligne 2 et l'ancienne ligne 9. Seuls des bus standards diesel circulent sur cette ligne, en raison de la hauteur du pont ferroviaire dans le secteur des Ardriers, ne permettant pas le passage des bus au gaz. |                                                                              |                                                                              |                                                                              |                                                                              |                                                                              |                                                                              |                                                                              |                                                                              |
| 12    | Dernière actualisation : — |                                                                              |                                                                              |                                                                              |                                                                              |                                                                              |                                                                              |                                                                              |                                                                              |
| 13    | Gare Routière ⥋ Hôtel de Ville - Arnage | Gare Routière ⥋ Hôtel de Ville - Arnage                                      | Gare Routière ⥋ Hôtel de Ville - Arnage                                      | Gare Routière ⥋ Hôtel de Ville - Arnage                                      | Gare Routière ⥋ Hôtel de Ville - Arnage                                      | Gare Routière ⥋ Hôtel de Ville - Arnage                                      | Gare Routière ⥋ Hôtel de Ville - Arnage                                      | Gare Routière ⥋ Hôtel de Ville - Arnage                                      | Gare Routière ⥋ Hôtel de Ville - Arnage                                      |
| 13    | Ouverture / Fermeture 1er septembre 2018 / — | Longueur —                                                                   | Durée 20-30 min                                                              | Nb. d’arrêts 34                                                              | Matériel Standards Articulés                                                 | Jours de fonctionnement L, Ma, Me, J, V, S                                   | Jour / Soir / Nuit / Fêtes O / N / N / O                                     | Voy. / an —                                                                  | Exploitant Setram                                                            |
| 13    | Desserte : - Communes : Le Mans et Arnage - Principaux arrêts desservis : Gare Routière • Pêcheurs • SETRAM • Zone Industrielle Sud • La Gautrie • Nauguibert • Hôtel de Ville - Arnage |                                                                              |                                                                              |                                                                              |                                                                              |                                                                              |                                                                              |                                                                              |                                                                              |
| 13    | Autre : La ligne 13 est l'ancienne ligne 5. La Zone industrielle Sud n'est desservie qu'à certains horaires uniquement du lundi au vendredi (période scolaire et vacances). |                                                                              |                                                                              |                                                                              |                                                                              |                                                                              |                                                                              |                                                                              |                                                                              |
| 13    | Dernière actualisation : — |                                                                              |                                                                              |                                                                              |                                                                              |                                                                              |                                                                              |                                                                              |                                                                              |
| 14    | Saint-Martin ⥋ Parc Manceau | Saint-Martin ⥋ Parc Manceau                                                  | Saint-Martin ⥋ Parc Manceau                                                  | Saint-Martin ⥋ Parc Manceau                                                  | Saint-Martin ⥋ Parc Manceau                                                  | Saint-Martin ⥋ Parc Manceau                                                  | Saint-Martin ⥋ Parc Manceau                                                  | Saint-Martin ⥋ Parc Manceau                                                  | Saint-Martin ⥋ Parc Manceau                                                  |
| 14    | Ouverture / Fermeture 1er septembre 2018 / — | Longueur —                                                                   | Durée 30-40 min                                                              | Nb. d’arrêts 38                                                              | Matériel Standards                                                           | Jours de fonctionnement L, Ma, Me, J, V, S                                   | Jour / Soir / Nuit / Fêtes O / O / N / N                                     | Voy. / an —                                                                  | Exploitant Setram                                                            |
| 14    | Desserte : - Communes : Le Mans et La Chapelle-Saint-Aubin - Principaux arrêts desservis : Saint-Martin • Miroir • Gares • Éperon - Cité Plantagenêt (vers Parc Manceau) • Comtes du Maine (vers St-Martin) • Montsaulnière • Zone Industrielle Nord • Louis Delage • Parc Manceau |                                                                              |                                                                              |                                                                              |                                                                              |                                                                              |                                                                              |                                                                              |                                                                              |
| 14    | Autre : La ligne 14 est une fusion entre la ligne 17 et la ligne 8. Ligne effectuée en bus standards depuis la fin d'année 2018, en raison de la sous-capacité des Heuliez GX117. Comme la ligne 12, à cause du pont ferroviaire dans le quartier du Miroir, cette ligne ne peut pas accueillir de bus au gaz naturel. Pour des raisons de problème de giration à l'intersection des avenues Leclerc/Jarry, les arrêts Pelouse et Palais des Congrès (vers Parc Manceau uniquement) sont supprimés depuis le 4 juillet 2020. Ces derniers ont été remplacés par les arrêts Gare Routière et Médiathèque.                                   |                                                                              |                                                                              |                                                                              |                                                                              |                                                                              |                                                                              |                                                                              |                                                                              |
| 14    | Dernière actualisation : — |                                                                              |                                                                              |                                                                              |                                                                              |                                                                              |                                                                              |                                                                              |                                                                              |
| 15    | Guetteloup ⥋ Le Verger | Guetteloup ⥋ Le Verger                                                       | Guetteloup ⥋ Le Verger                                                       | Guetteloup ⥋ Le Verger                                                       | Guetteloup ⥋ Le Verger                                                       | Guetteloup ⥋ Le Verger                                                       | Guetteloup ⥋ Le Verger                                                       | Guetteloup ⥋ Le Verger                                                       | Guetteloup ⥋ Le Verger                                                       |
| 15    | Ouverture / Fermeture 1er septembre 2018 / — | Longueur —                                                                   | Durée 35 min                                                                 | Nb. d’arrêts 35                                                              | Matériel Standards Articulés                                                 | Jours de fonctionnement L, Ma, Me, J, V, S                                   | Jour / Soir / Nuit / Fêtes O / N / N / N                                     | Voy. / an —                                                                  | Exploitant Setram                                                            |
| 15    | Desserte : - Communes : Le Mans et Coulaines - Principaux arrêts desservis : Guetteloup - Pôle Santé Sud • Rue de Ruaudin • Lycée Sud • Bollée • Gazonfier • Zamenhof • Bellevue - Hauts de Coulaines • La Paix • Le Verger |                                                                              |                                                                              |                                                                              |                                                                              |                                                                              |                                                                              |                                                                              |                                                                              |
| 15    | Autre : La ligne 15 est l'ancienne ligne 19. Toutefois, en raison du marché du samedi matin à Coulaines, le terminus Le Verger est déplacé à l'arrêt Coulaines Église. |                                                                              |                                                                              |                                                                              |                                                                              |                                                                              |                                                                              |                                                                              |                                                                              |
| 15    | Dernière actualisation : — |                                                                              |                                                                              |                                                                              |                                                                              |                                                                              |                                                                              |                                                                              |                                                                              |
| 16    | Lafayette ⥋ Californie | Lafayette ⥋ Californie                                                       | Lafayette ⥋ Californie                                                       | Lafayette ⥋ Californie                                                       | Lafayette ⥋ Californie                                                       | Lafayette ⥋ Californie                                                       | Lafayette ⥋ Californie                                                       | Lafayette ⥋ Californie                                                       | Lafayette ⥋ Californie                                                       |
| 16    | Ouverture / Fermeture 1er septembre 2018 / — | Longueur —                                                                   | Durée 25-35 min                                                              | Nb. d’arrêts 30                                                              | Matériel Standards                                                           | Jours de fonctionnement L, Ma, Me, J, V, S, D                                | Jour / Soir / Nuit / Fêtes O / O / N / N                                     | Voy. / an —                                                                  | Exploitant Setram                                                            |
| 16    | Desserte : - Communes : Le Mans - Principaux arrêts desservis : Lafayette • Gares • Polygone • Pontlieue Geneslay • Arromanches • Lycée Sud • CFA • Californie |                                                                              |                                                                              |                                                                              |                                                                              |                                                                              |                                                                              |                                                                              |                                                                              |
| 16    | Autre : La ligne 16 reprend l'ancienne ligne 6, de Cugnot jusqu'à Lafayette. Son nouveau terminus est à l'arrêt Lycée Sud des lignes 6 et 15. À dater du 18 septembre 2023, la ligne 16 voit son itinéraire prolongé jusqu'à l'arrêt Californie. Desserte de l'arrêt CFA. |                                                                              |                                                                              |                                                                              |                                                                              |                                                                              |                                                                              |                                                                              |                                                                              |
| 16    | Dernière actualisation : — |                                                                              |                                                                              |                                                                              |                                                                              |                                                                              |                                                                              |                                                                              |                                                                              |
| 17    | Mairie ⥋ Gallière | Mairie ⥋ Gallière                                                            | Mairie ⥋ Gallière                                                            | Mairie ⥋ Gallière                                                            | Mairie ⥋ Gallière                                                            | Mairie ⥋ Gallière                                                            | Mairie ⥋ Gallière                                                            | Mairie ⥋ Gallière                                                            | Mairie ⥋ Gallière                                                            |
| 17    | Ouverture / Fermeture 1er septembre 2018 / — | Longueur —                                                                   | Durée 15 min                                                                 | Nb. d’arrêts 17                                                              | Matériel Standards                                                           | Jours de fonctionnement L, Ma, Me, J, V, S, D                                | Jour / Soir / Nuit / Fêtes O / O / N / N                                     | Voy. / an —                                                                  | Exploitant Setram                                                            |
| 17    | Desserte : - Communes : Le Mans - Principaux arrêts desservis : Mairie • Éperon - Cité Plantagenêt • Boussinière • Richepin • Gallière |                                                                              |                                                                              |                                                                              |                                                                              |                                                                              |                                                                              |                                                                              |                                                                              |
| 17    | Autre : La ligne 17 reprend l'ancienne ligne 2, de Mairie à Gallière. |                                                                              |                                                                              |                                                                              |                                                                              |                                                                              |                                                                              |                                                                              |                                                                              |
| 17    | Dernière actualisation : — |                                                                              |                                                                              |                                                                              |                                                                              |                                                                              |                                                                              |                                                                              |                                                                              |

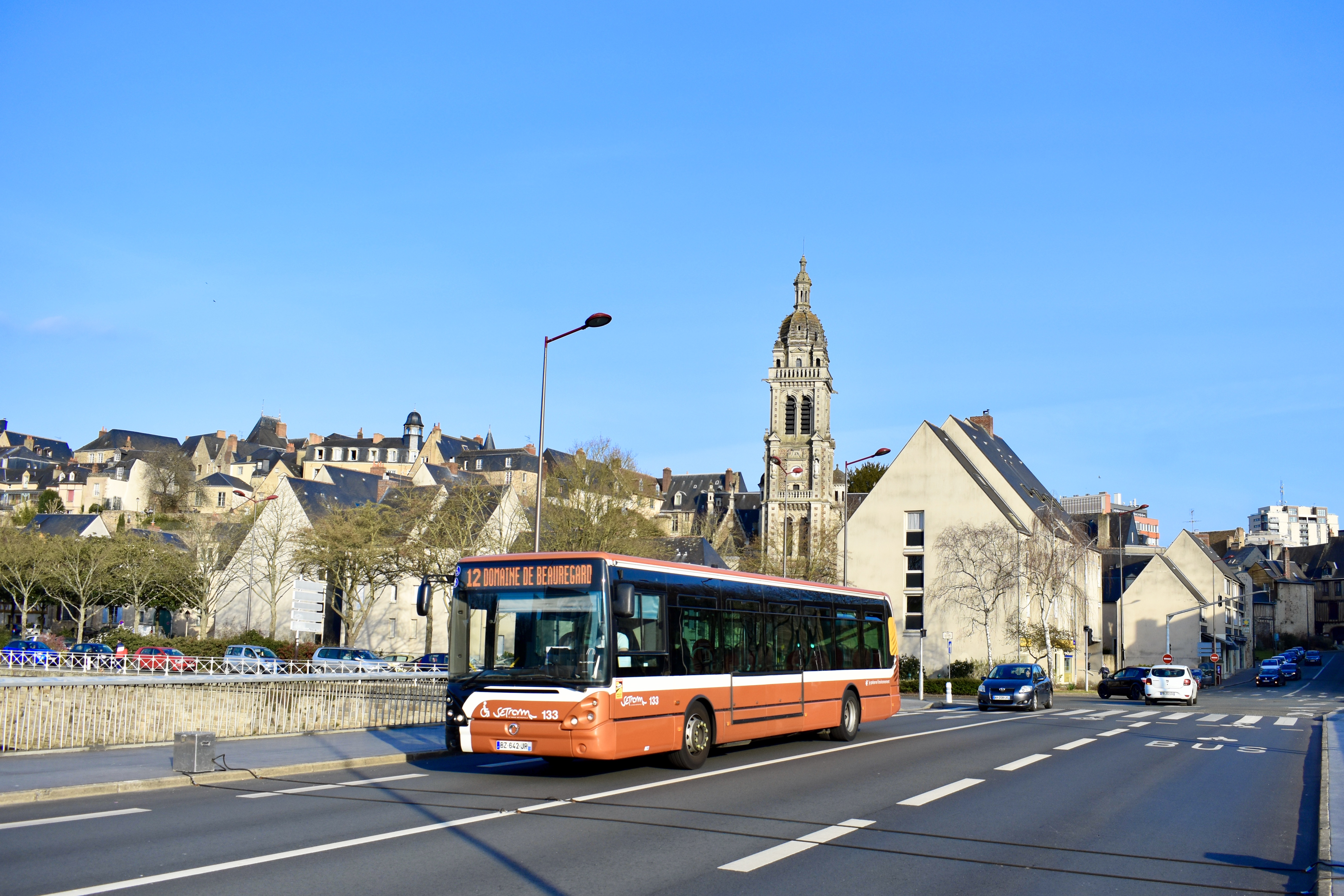
Ligne 12

#### Lignes 20 à 28
| Ligne      | Caractéristiques | Caractéristiques                              | Caractéristiques                              | Caractéristiques                              | Caractéristiques                              | Caractéristiques                              | Caractéristiques                              | Caractéristiques                              | Caractéristiques                              |
| 20         | Éperon - Cité Plantagenêt ⥋ Aigné | Éperon - Cité Plantagenêt ⥋ Aigné             | Éperon - Cité Plantagenêt ⥋ Aigné             | Éperon - Cité Plantagenêt ⥋ Aigné             | Éperon - Cité Plantagenêt ⥋ Aigné             | Éperon - Cité Plantagenêt ⥋ Aigné             | Éperon - Cité Plantagenêt ⥋ Aigné             | Éperon - Cité Plantagenêt ⥋ Aigné             | Éperon - Cité Plantagenêt ⥋ Aigné             |
| ---------- | --- | --------------------------------------------- | --------------------------------------------- | --------------------------------------------- | --------------------------------------------- | --------------------------------------------- | --------------------------------------------- | --------------------------------------------- | --------------------------------------------- |
| 20         | Ouverture / Fermeture 2 janvier 2013 / — | Longueur —                                    | Durée —                                       | Nb. d’arrêts 23 à 24                          | Matériel Standards Articulés                  | Jours de fonctionnement L, Ma, Me, J, V, S, D | Jour / Soir / Nuit / Fêtes O / N / N / O      | Voy. / an —                                   | Exploitant Setram                             |
| 20         | Desserte : - Communes : Le Mans, Saint-Saturnin, La Milesse et Aigné - Principaux arrêts desservis : Éperon - Cité Plantagenêt • Chasse Royale • Les Palis • Cinémas CGR • Saint-Saturnin • La Milesse • Val Morand • Maquère • Aigné |                                               |                                               |                                               |                                               |                                               |                                               |                                               |                                               |
| 20         | Autre : Depuis le 2 janvier 2013, la ligne 20 a été créée pour desservir Saint-Saturnin, La Milesse et Aigné qui ont intégré Le Mans Métropole. Aux heures de pointes du matin et du soir, des services desservent l'arrêt « Maquère », sans desservir « Val Morand », « Bourdonnière » « Cinémas CGR ». La ligne 20 remplace l'ancienne navette « L'Antonnière » qui a été mise en place en 2006 par ces trois communes qui formaient alors une seule et même intercommunalité. |                                               |                                               |                                               |                                               |                                               |                                               |                                               |                                               |
| 20         | Dernière actualisation : — |                                               |                                               |                                               |                                               |                                               |                                               |                                               |                                               |
| 21         | Hôtel de Ville - Arnage ⥋ Saint-Martin | Hôtel de Ville - Arnage ⥋ Saint-Martin        | Hôtel de Ville - Arnage ⥋ Saint-Martin        | Hôtel de Ville - Arnage ⥋ Saint-Martin        | Hôtel de Ville - Arnage ⥋ Saint-Martin        | Hôtel de Ville - Arnage ⥋ Saint-Martin        | Hôtel de Ville - Arnage ⥋ Saint-Martin        | Hôtel de Ville - Arnage ⥋ Saint-Martin        | Hôtel de Ville - Arnage ⥋ Saint-Martin        |
| 21         | Ouverture / Fermeture 19 novembre 2007 / — | Longueur —                                    | Durée —                                       | Nb. d’arrêts 25                               | Matériel Standards et Articulés               | Jours de fonctionnement L, Ma, Me, J, V, S, D | Jour / Soir / Nuit / Fêtes O / N / N / O      | Voy. / an —                                   | Exploitant Setram                             |
| 21         | Desserte : - Communes : Le Mans et Arnage - Principaux arrêts desservis : Hôtel de Ville - Arnage • Beuruay • Nauguibert • La Gautrie • Oasis - Centre des Expositions • Ronceray • Pontlieue Geneslay • Saint-Martin |                                               |                                               |                                               |                                               |                                               |                                               |                                               |                                               |
| 21         | Autre : L'arrêt Val de Sarthe est desservi à certaines heures à destination de Saint-Martin en semaine scolaire. Création en Septembre 2018 de l'arrêt Trintignant. Passage par La Gémerie en saison estivale. Ligne faite par des bus articulés en semaine scolaire, depuis le 6 Janvier 2020. |                                               |                                               |                                               |                                               |                                               |                                               |                                               |                                               |
| 21         | Dernière actualisation : — |                                               |                                               |                                               |                                               |                                               |                                               |                                               |                                               |
| 22         | (Circulaire) Zamenhof ⥋ via Sargé-lès-Le-Mans | (Circulaire) Zamenhof ⥋ via Sargé-lès-Le-Mans | (Circulaire) Zamenhof ⥋ via Sargé-lès-Le-Mans | (Circulaire) Zamenhof ⥋ via Sargé-lès-Le-Mans | (Circulaire) Zamenhof ⥋ via Sargé-lès-Le-Mans | (Circulaire) Zamenhof ⥋ via Sargé-lès-Le-Mans | (Circulaire) Zamenhof ⥋ via Sargé-lès-Le-Mans | (Circulaire) Zamenhof ⥋ via Sargé-lès-Le-Mans | (Circulaire) Zamenhof ⥋ via Sargé-lès-Le-Mans |
| 22         | Ouverture / Fermeture 23 avril 2012 / — | Longueur —                                    | Durée —                                       | Nb. d’arrêts 15                               | Matériel Standards                            | Jours de fonctionnement L, Ma, Me, J, V, S, D | Jour / Soir / Nuit / Fêtes O / N / N / O      | Voy. / an —                                   | Exploitant Setram                             |
| 22         | Desserte : - Communes : Le Mans et Sargé-lès-le-Mans - Principaux arrêts desservis : Zamenhof • Les Fontenelles • Calvaire • Sargé-lès-le-Mans • Maréchaux • Calvaire • Les Fontenelles • Zamenhof • |                                               |                                               |                                               |                                               |                                               |                                               |                                               |                                               |
| 22         | Autre : La ligne 22 est née de la séparation en deux de la ligne 34 « Sargé ↔ République ↔ Yvré l'Évêque ». Ligne soumise à réservation le dimanche et les jours feriés. À partir du 28 août 2021, suppression des arrêts en direction de Sargé, formant un itinéraire en boucle entre les arrêts Calvaire et Cerisiers. Sur cette portion, la montée s'effectue aux poteaux direction Zamenhof. Itinéraire normal entre Cerisiers et Zamenhof. |                                               |                                               |                                               |                                               |                                               |                                               |                                               |                                               |

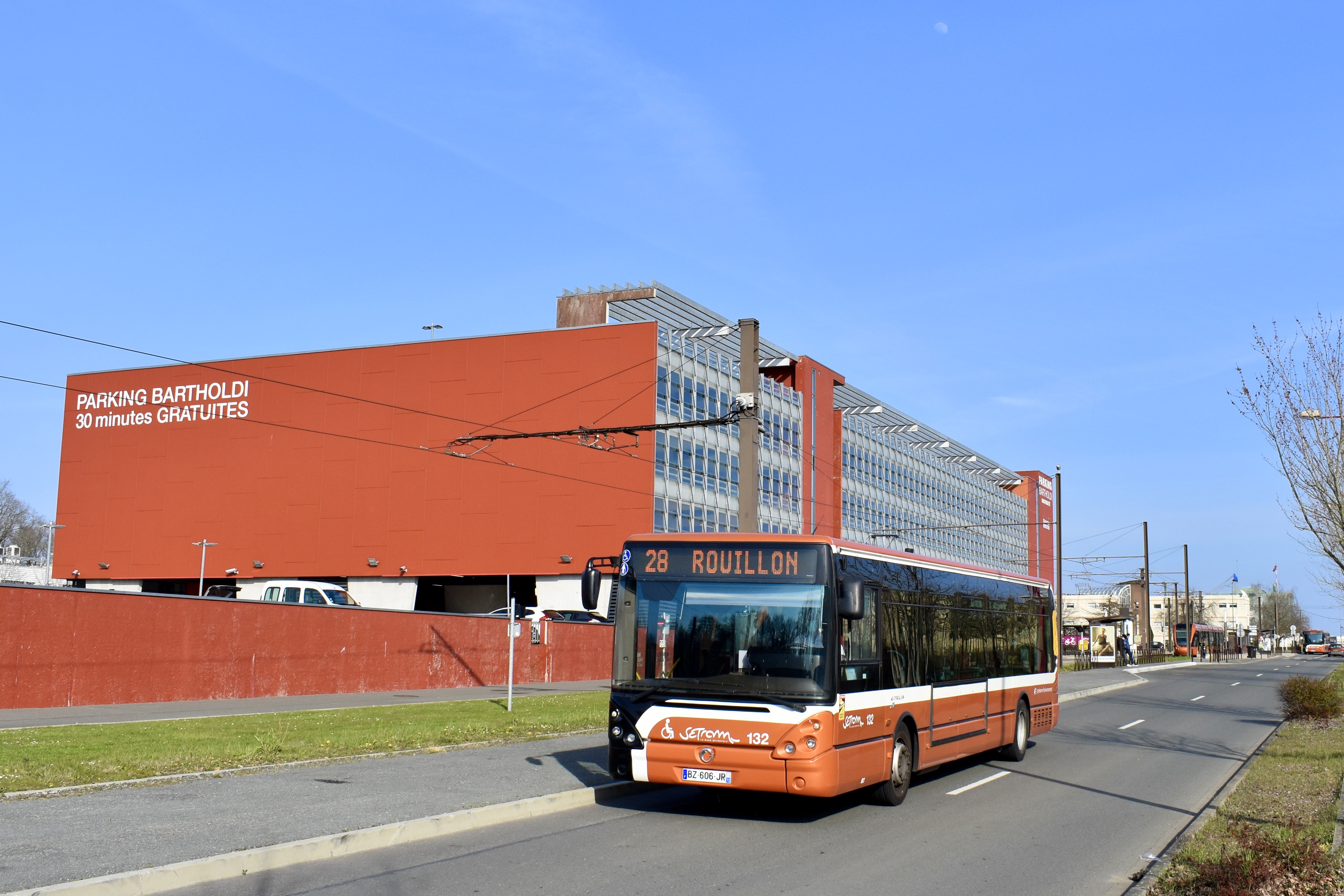
Ligne 28

| 22         | Dernière actualisation : — |                                               |                                               |                                               |                                               |                                               |                                               |                                               |                                               |
| 23         | Yvré-l'Évêque ⥋ République | Yvré-l'Évêque ⥋ République                    | Yvré-l'Évêque ⥋ République                    | Yvré-l'Évêque ⥋ République                    | Yvré-l'Évêque ⥋ République                    | Yvré-l'Évêque ⥋ République                    | Yvré-l'Évêque ⥋ République                    | Yvré-l'Évêque ⥋ République                    | Yvré-l'Évêque ⥋ République                    |
| 23         | Ouverture / Fermeture 23 avril 2012 / — | Longueur —                                    | Durée —                                       | Nb. d’arrêts 22                               | Matériel Standards                            | Jours de fonctionnement L, Ma, Me, J, V, S, D | Jour / Soir / Nuit / Fêtes O / N / N / O      | Voy. / an —                                   | Exploitant Setram                             |
| 23         | Desserte : - Communes : Le Mans et Yvré-l'Évêque - Principaux arrêts desservis : Yvré-l'Évêque • Guy Bouriat • Béner • Sécurité Sociale • Flore • République |                                               |                                               |                                               |                                               |                                               |                                               |                                               |                                               |
| 23         | Autre : La ligne 23 est elle aussi née de la séparation en deux de la ligne 34 « Sargé ↔ République ↔ Yvré l'Évêque ». Ligne soumise à réservation le dimanche et les jours feriés. |                                               |                                               |                                               |                                               |                                               |                                               |                                               |                                               |
| 23         | Dernière actualisation : — |                                               |                                               |                                               |                                               |                                               |                                               |                                               |                                               |
| 24         | Antarès-Stade Marie Marvingt ⥋ Mulsanne | Antarès-Stade Marie Marvingt ⥋ Mulsanne       | Antarès-Stade Marie Marvingt ⥋ Mulsanne       | Antarès-Stade Marie Marvingt ⥋ Mulsanne       | Antarès-Stade Marie Marvingt ⥋ Mulsanne       | Antarès-Stade Marie Marvingt ⥋ Mulsanne       | Antarès-Stade Marie Marvingt ⥋ Mulsanne       | Antarès-Stade Marie Marvingt ⥋ Mulsanne       | Antarès-Stade Marie Marvingt ⥋ Mulsanne       |
| 24         | Ouverture / Fermeture 19 novembre 2007 / — | Longueur —                                    | Durée —                                       | Nb. d’arrêts 15                               | Matériel Standards                            | Jours de fonctionnement L, Ma, Me, J, V, S, D | Jour / Soir / Nuit / Fêtes O / N / N / O      | Voy. / an —                                   | Exploitant Setram                             |
| 24         | Desserte : - Communes : Le Mans et Mulsanne - Principaux arrêts desservis : • Antarès-Stade Marie Marvingt • Cormier • Centre Simone Signoret • Flora Tristan • Collège Bollée • Mulsanne |                                               |                                               |                                               |                                               |                                               |                                               |                                               |                                               |
| 24         | Autre : Durant les 24 Heures du Mans, l'arrêt Antarès-Stade Marie Marvingt est reporté à l'arrêt Yokel de la ligne 15. Ainsi, l'arrêt Cormier n'est pas desservi. Depuis le 5 juillet 2014, la ligne 24 retrouve son ancien itinéraire avant que la desserte de Ruaudin soit reprise par la ligne 27. Depuis la rentrée de Septembre 2018, la ligne 24 passe dorénavant en Transport à la Demande, le dimanche et les jours feriés. |                                               |                                               |                                               |                                               |                                               |                                               |                                               |                                               |
| 24         | Dernière actualisation : — |                                               |                                               |                                               |                                               |                                               |                                               |                                               |                                               |
| 25         | République ⥋ Champagné | République ⥋ Champagné                        | République ⥋ Champagné                        | République ⥋ Champagné                        | République ⥋ Champagné                        | République ⥋ Champagné                        | République ⥋ Champagné                        | République ⥋ Champagné                        | République ⥋ Champagné                        |
| 25         | Ouverture / Fermeture 2 janvier 2013 / — | Longueur —                                    | Durée —                                       | Nb. d’arrêts 27                               | Matériel Standards                            | Jours de fonctionnement L, Ma, Me, J, V, S, D | Jour / Soir / Nuit / Fêtes O / N / N / O      | Voy. / an —                                   | Exploitant Setram                             |
| 25         | Desserte : - Communes : Le Mans, Yvré-l'Évêque et Champagné - Principaux arrêts desservis : République • Flore • Sécurité Sociale • Béner • Guy Bouriat • Auvours • Jacques Prévert • Champagné • |                                               |                                               |                                               |                                               |                                               |                                               |                                               |                                               |
| 25         | Autre : Depuis le 2 janvier 2013, la ligne 25 a été créée pour desservir Champagné qui a été intégrée à Le Mans Métropole. Les arrêts « Saint-Hubert » et « La Forêt » sont desservis le matin et le soir du lundi au vendredi. |                                               |                                               |                                               |                                               |                                               |                                               |                                               |                                               |
| 25         | Dernière actualisation : — |                                               |                                               |                                               |                                               |                                               |                                               |                                               |                                               |
| 25 Express | République ⥋ La Baronnière | République ⥋ La Baronnière                    | République ⥋ La Baronnière                    | République ⥋ La Baronnière                    | République ⥋ La Baronnière                    | République ⥋ La Baronnière                    | République ⥋ La Baronnière                    | République ⥋ La Baronnière                    | République ⥋ La Baronnière                    |
| 25 Express | Ouverture / Fermeture 3 janvier 2023 / — | Longueur —                                    | Durée —                                       | Nb. d’arrêts 21                               | Matériel Standards                            | Jours de fonctionnement L, Ma, Me, J, V, S, D | Jour / Soir / Nuit / Fêtes O / N / N / O      | Voy. / an —                                   | Exploitant Setram                             |
| 25 Express | Desserte : - Communes : Le Mans, Champagné et Fatines - Principaux arrêts desservis : République • Flore • Sécurité Sociale • Béner • Auvours • Jacques Prévert • La Baronnière • Cité des Pommiers |                                               |                                               |                                               |                                               |                                               |                                               |                                               |                                               |
| 25 Express | Autre : Le 3 janvier 2023, la ligne 25EX est créée pour desservir Fatines qui a rejoint Le Mans Métropole le 1er janvier 2023. la ligne 25EX (pour 25 Express) complète la ligne 25. Elle ne dessert pas Yvré-l'Évêque. Certains arrêts ne sont pas desservis dans Champagné intramuros, afin de lui permettre un temps de parcours de 40 minutes. Ligne sur réservation toute la journée le dimanche et les jours fériés. |                                               |                                               |                                               |                                               |                                               |                                               |                                               |                                               |
| 25 Express | Dernière actualisation : — |                                               |                                               |                                               |                                               |                                               |                                               |                                               |                                               |
| 26         | Saint-Joseph / Saint-Georges ⥋ Allonnes | Saint-Joseph / Saint-Georges ⥋ Allonnes       | Saint-Joseph / Saint-Georges ⥋ Allonnes       | Saint-Joseph / Saint-Georges ⥋ Allonnes       | Saint-Joseph / Saint-Georges ⥋ Allonnes       | Saint-Joseph / Saint-Georges ⥋ Allonnes       | Saint-Joseph / Saint-Georges ⥋ Allonnes       | Saint-Joseph / Saint-Georges ⥋ Allonnes       | Saint-Joseph / Saint-Georges ⥋ Allonnes       |
| 26         | Ouverture / Fermeture 2 septembre 2013 / — | Longueur —                                    | Durée —                                       | Nb. d’arrêts 23 à 24                          | Matériel Standards                            | Jours de fonctionnement L, Ma, Me, J, V, S, D | Jour / Soir / Nuit / Fêtes O / N / N / O      | Voy. / an —                                   | Exploitant Setram                             |
| 26         | Desserte : - Communes : Pruillé-le-Chétif et Allonnes - Principaux arrêts desservis : Saint-Joseph • Saint-Georges • Stade Georges Garnier • Chaoué • Centre Culturel Jean Carmet • Perrières • Lycée Malraux • Allonnes |                                               |                                               |                                               |                                               |                                               |                                               |                                               |                                               |
| 26         | Autre : L’arrêt Saint-Joseph est desservi à certains horaires en période scolaire. Ligne sur réservation toute la journée le dimanche et jours fériés. |                                               |                                               |                                               |                                               |                                               |                                               |                                               |                                               |
| 26         | Dernière actualisation : — |                                               |                                               |                                               |                                               |                                               |                                               |                                               |                                               |
| 27         | Mairie Ruaudin ⥋ Antarès-Stade Marie Marvingt | Mairie Ruaudin ⥋ Antarès-Stade Marie Marvingt | Mairie Ruaudin ⥋ Antarès-Stade Marie Marvingt | Mairie Ruaudin ⥋ Antarès-Stade Marie Marvingt | Mairie Ruaudin ⥋ Antarès-Stade Marie Marvingt | Mairie Ruaudin ⥋ Antarès-Stade Marie Marvingt | Mairie Ruaudin ⥋ Antarès-Stade Marie Marvingt | Mairie Ruaudin ⥋ Antarès-Stade Marie Marvingt | Mairie Ruaudin ⥋ Antarès-Stade Marie Marvingt |
| 27         | Ouverture / Fermeture 5 juillet 2014 / — | Longueur —                                    | Durée —                                       | Nb. d’arrêts 10                               | Matériel Standards                            | Jours de fonctionnement L, Ma, Me, J, V, S, D | Jour / Soir / Nuit / Fêtes O / N / N / O      | Voy. / an —                                   | Exploitant Setram                             |
| 27         | Desserte : - Communes : Le Mans et Ruaudin - Principaux arrêts desservis : Mairie Ruaudin • Les Pins • Family Village • Antarès-Stade Marie Marvingt |                                               |                                               |                                               |                                               |                                               |                                               |                                               |                                               |
| 27         | Autre : Durant les 24 Heures du Mans, la ligne 27 est remplacée par la ligne 24. Ainsi, les arrêts entre Antarès-Stade Marie Marvingt et Bouchardière ne sont pas desservis. Le terminus Antarès est reporté à l'arrêt Yokel de la ligne 15. Depuis Septembre 2018, la ligne 27 est soumise à réservation le dimanche et les jours feriés. À partir du 28 août 2021, et à titre expérimental, le terminus ne s'effectue plus au rond-point de la Croix Martin mais devant la mairie. Ainsi, l'arrêt Marcel Létang vers Antarès est renommé Mairie Ruaudin, et l'arrêt Ruaudin, devenant un arrêt de passage, s'appelle dorénavant Petit Plessis. |                                               |                                               |                                               |                                               |                                               |                                               |                                               |                                               |
| 27         | Dernière actualisation : — |                                               |                                               |                                               |                                               |                                               |                                               |                                               |                                               |
| 28         | Rouillon ⥋ Four à Chanvre | Rouillon ⥋ Four à Chanvre                     | Rouillon ⥋ Four à Chanvre                     | Rouillon ⥋ Four à Chanvre                     | Rouillon ⥋ Four à Chanvre                     | Rouillon ⥋ Four à Chanvre                     | Rouillon ⥋ Four à Chanvre                     | Rouillon ⥋ Four à Chanvre                     | Rouillon ⥋ Four à Chanvre                     |
| 28         | Ouverture / Fermeture 1er janvier 2021 / — | Longueur —                                    | Durée —                                       | Nb. d’arrêts 33                               | Matériel Standards                            | Jours de fonctionnement L, Ma, Me, J, V, S, D | Jour / Soir / Nuit / Fêtes O / N / N / O      | Voy. / an —                                   | Exploitant Setram                             |
| 28         | Desserte : - Communes : Le Mans, La Chapelle-Saint-Aubin et La Milesse - Principaux arrêts desservis : Rouillon • Primevère • Université • Le Ribay • Marbot • Théodore Monod • Sainte-Catherine • La Chapelle-Saint-Aubin • Four à Chanvre |                                               |                                               |                                               |                                               |                                               |                                               |                                               |                                               |
| 28         | Autre : La ligne 28 reprend la ligne 18 avec un prolongement jusqu'à l'arrêt St Exupéry de la ligne 20 à La Milesse et le dimanche, la ligne va jusqu'à l'arrêt Théodore Monod. Depuis le 31 août 2020, afin d'une part de permettre une liaison plus rapide entre Rouillon et la station de tram Université, puis d'autre part de desservir le nouveau quartier de la Belle Chasse, les arrêts Oseraie et Auric sont supprimés, et sont reportés aux nouveaux arrêts "Belle Chasse", "Scotto" et "Prince Ringuet". Ligne soumise à réservation les dimanches et feriés.                                                                         |                                               |                                               |                                               |                                               |                                               |                                               |                                               |                                               |
| 28         | Dernière actualisation : — |                                               |                                               |                                               |                                               |                                               |                                               |                                               |                                               |

- Ligne 28

#### Lignes 30 à 35
| Ligne | Caractéristiques | Caractéristiques                                     | Caractéristiques                                     | Caractéristiques                                     | Caractéristiques                                     | Caractéristiques                                     | Caractéristiques                                     | Caractéristiques                                     | Caractéristiques                                     |
| 30    | Gare Sud ⥋ Les Croisettes | Gare Sud ⥋ Les Croisettes                            | Gare Sud ⥋ Les Croisettes                            | Gare Sud ⥋ Les Croisettes                            | Gare Sud ⥋ Les Croisettes                            | Gare Sud ⥋ Les Croisettes                            | Gare Sud ⥋ Les Croisettes                            | Gare Sud ⥋ Les Croisettes                            | Gare Sud ⥋ Les Croisettes                            |
| ----- | --- | ---------------------------------------------------- | ---------------------------------------------------- | ---------------------------------------------------- | ---------------------------------------------------- | ---------------------------------------------------- | ---------------------------------------------------- | ---------------------------------------------------- | ---------------------------------------------------- |
| 30    | Ouverture / Fermeture 23 avril 2012 / — | Longueur —                                           | Durée —                                              | Nb. d’arrêts 3                                       | Matériel Minibus                                     | Jours de fonctionnement L, Ma, Me, J, V, S           | Jour / Soir / Nuit / Fêtes O / N / N / N             | Voy. / an —                                          | Exploitant MD Services                               |
| 30    | Desserte : - Communes : Le Mans et Coulaines - Principaux arrêts desservis : Gare Sud • Sables • Les Croisettes |                                                      |                                                      |                                                      |                                                      |                                                      |                                                      |                                                      |                                                      |
| 30    | Autre : La ligne 30 est une ancienne branche de la ligne 11. Cette ligne a porté le numéro 25 d'avril à septembre 2012. |                                                      |                                                      |                                                      |                                                      |                                                      |                                                      |                                                      |                                                      |
| 30    | Dernière actualisation : — |                                                      |                                                      |                                                      |                                                      |                                                      |                                                      |                                                      |                                                      |
| 31    | Malpalu/Jacobins ⥋ EHPAD - 3 Vallées | Malpalu/Jacobins ⥋ EHPAD - 3 Vallées                 | Malpalu/Jacobins ⥋ EHPAD - 3 Vallées                 | Malpalu/Jacobins ⥋ EHPAD - 3 Vallées                 | Malpalu/Jacobins ⥋ EHPAD - 3 Vallées                 | Malpalu/Jacobins ⥋ EHPAD - 3 Vallées                 | Malpalu/Jacobins ⥋ EHPAD - 3 Vallées                 | Malpalu/Jacobins ⥋ EHPAD - 3 Vallées                 | Malpalu/Jacobins ⥋ EHPAD - 3 Vallées                 |
| 31    | Ouverture / Fermeture 27 avril 2015 / — | Longueur —                                           | Durée —                                              | Nb. d’arrêts 28                                      | Matériel Minibus                                     | Jours de fonctionnement L, Ma, Me, J, V, S           | Jour / Soir / Nuit / Fêtes O / N / N / N             | Voy. / an —                                          | Exploitant MD Services                               |
| 31    | Desserte : - Communes : Le Mans et Coulaines - Principaux arrêts desservis : EHPAD 3 Vallées • Val Monnet • Paul Louis Jacques • Jacobins • Comtes du Maine • République • Mordret • Isaac • Mutuel • Bergson • Malpalu |                                                      |                                                      |                                                      |                                                      |                                                      |                                                      |                                                      |                                                      |
| 31    | Autre : La ligne 31 a été mise en place sous la pression des riverains de la rue Banjan qui ont vu leur ligne de bus n°4 déviée par le Boulevard Saint-Michel. Cette ligne remplace donc cette partie de la ligne 4 et reprend les arrêts sur réservation à Coulaines de la ligne RésaBus. Depuis le 2 janvier 2018, la ligne 31 a remplacé le Résabus, en conservant le fonctionnement sur réservation pour les arrêts concernés. Ainsi, les services réguliers sont assurés des Jacobins jusqu'à l'EHPAD de Coulaines, les services sur réservation depuis Malpalu. À partir du 2 Septembre 2023, la ligne 31 effectue une desserte plus complète du secteur Villaret-Prémartine. Desserte des arrêts Valence, Clairefontaine, Villaret, puis création de l'arrêt Isaac. La desserte de ces arrêts est soumise à réservation. |                                                      |                                                      |                                                      |                                                      |                                                      |                                                      |                                                      |                                                      |
| 31    | Dernière actualisation : — |                                                      |                                                      |                                                      |                                                      |                                                      |                                                      |                                                      |                                                      |
| 32    | Gare Sud ⥋ Stade Asnillé / Eglise Fay | Gare Sud ⥋ Stade Asnillé / Eglise Fay                | Gare Sud ⥋ Stade Asnillé / Eglise Fay                | Gare Sud ⥋ Stade Asnillé / Eglise Fay                | Gare Sud ⥋ Stade Asnillé / Eglise Fay                | Gare Sud ⥋ Stade Asnillé / Eglise Fay                | Gare Sud ⥋ Stade Asnillé / Eglise Fay                | Gare Sud ⥋ Stade Asnillé / Eglise Fay                | Gare Sud ⥋ Stade Asnillé / Eglise Fay                |
| 32    | Ouverture / Fermeture 2 janvier 2017 / — | Longueur —                                           | Durée 30 min                                         | Nb. d’arrêts 10                                      | Matériel Minibus                                     | Jours de fonctionnement L, Ma, Me, J, V, S, D        | Jour / Soir / Nuit / Fêtes O / N / N / O             | Voy. / an —                                          | Exploitant MD Services                               |
| 32    | Desserte : - Communes : Le Mans, Pruillé-le-Chétif et Fay - Principaux arrêts desservis : Gare Sud • Saint-Georges • Cité • Stade Asnillé • Eglise Fay |                                                      |                                                      |                                                      |                                                      |                                                      |                                                      |                                                      |                                                      |
| 32    | Autre : La ligne 32 a été créée à la suite de l'intégration des communes de Fay et de Pruillé-le-Chétif à Le Mans Métropole. Ligne sur réservation à certaines heures le samedi et toute la journée le dimanche et jours fériés. À dater du 2 septembre 2023, suppression de la desserte le samedi, du marché du Pâtis Saint-Lazare, faute de fréquentation suffisante. |                                                      |                                                      |                                                      |                                                      |                                                      |                                                      |                                                      |                                                      |
| 32    | Dernière actualisation : — |                                                      |                                                      |                                                      |                                                      |                                                      |                                                      |                                                      |                                                      |
| 33    | Université ⥋ La Denisière | Université ⥋ La Denisière                            | Université ⥋ La Denisière                            | Université ⥋ La Denisière                            | Université ⥋ La Denisière                            | Université ⥋ La Denisière                            | Université ⥋ La Denisière                            | Université ⥋ La Denisière                            | Université ⥋ La Denisière                            |
| 33    | Ouverture / Fermeture 2 janvier 2017 / — | Longueur —                                           | Durée 20/25 min                                      | Nb. d’arrêts 6                                       | Matériel Standards Minibus                           | Jours de fonctionnement L, Ma, Me, J, V, S, D        | Jour / Soir / Nuit / Fêtes O / N / N / O             | Voy. / an —                                          | Exploitant SETRAM, MD Services                       |
| 33    | Desserte : - Communes : Le Mans, Trangé et Chaufour-Notre-Dame - Principaux arrêts desservis : Université • Bruyère Trangé • La Denisière |                                                      |                                                      |                                                      |                                                      |                                                      |                                                      |                                                      |                                                      |
| 33    | Autre : La ligne 33 a été créée à la suite de l'intégration des communes de Trangé, Chaufour-Notre-Dame à Le Mans Métropole. Ligne sur réservation à certaines heures le samedi et toute la journée le dimanche et jours fériés. |                                                      |                                                      |                                                      |                                                      |                                                      |                                                      |                                                      |                                                      |
| 33    | Dernière actualisation : — |                                                      |                                                      |                                                      |                                                      |                                                      |                                                      |                                                      |                                                      |
| 34    | Gare Sud ⥋ Saint-Georges-du-Bois - Centre commercial | Gare Sud ⥋ Saint-Georges-du-Bois - Centre commercial | Gare Sud ⥋ Saint-Georges-du-Bois - Centre commercial | Gare Sud ⥋ Saint-Georges-du-Bois - Centre commercial | Gare Sud ⥋ Saint-Georges-du-Bois - Centre commercial | Gare Sud ⥋ Saint-Georges-du-Bois - Centre commercial | Gare Sud ⥋ Saint-Georges-du-Bois - Centre commercial | Gare Sud ⥋ Saint-Georges-du-Bois - Centre commercial | Gare Sud ⥋ Saint-Georges-du-Bois - Centre commercial |
| 34    | Ouverture / Fermeture 2 janvier 2017 / — | Longueur —                                           | Durée 30 min                                         | Nb. d’arrêts 9                                       | Matériel Standards Minibus                           | Jours de fonctionnement L, Ma, Me, J, V, S, D        | Jour / Soir / Nuit / Fêtes O / N / N / O             | Voy. / an —                                          | Exploitant SETRAM, MD Services                       |
| 34    | Desserte : - Communes : Le Mans et Saint-Georges-du-Bois - Principaux arrêts desservis : Gare Sud • Saint-Georges • Mairie Saint-Georges-du-Bois • Centre commercial Saint-Georges-du-Bois |                                                      |                                                      |                                                      |                                                      |                                                      |                                                      |                                                      |                                                      |
| 34    | Autre : La ligne 34 a été créée à la suite de l'intégration de la commune de Saint-Georges-du-Bois à Le Mans Métropole. Ligne sur réservation à certaines heures le samedi et toute la journée le dimanche et jours fériés. |                                                      |                                                      |                                                      |                                                      |                                                      |                                                      |                                                      |                                                      |
| 34    | Dernière actualisation : — |                                                      |                                                      |                                                      |                                                      |                                                      |                                                      |                                                      |                                                      |
| 35    | Gare Sud ⥋ Sécurité Sociale | Gare Sud ⥋ Sécurité Sociale                          | Gare Sud ⥋ Sécurité Sociale                          | Gare Sud ⥋ Sécurité Sociale                          | Gare Sud ⥋ Sécurité Sociale                          | Gare Sud ⥋ Sécurité Sociale                          | Gare Sud ⥋ Sécurité Sociale                          | Gare Sud ⥋ Sécurité Sociale                          | Gare Sud ⥋ Sécurité Sociale                          |
| 35    | Ouverture / Fermeture 2 janvier 2018 / — | Longueur —                                           | Durée 12 min                                         | Nb. d’arrêts 9                                       | Matériel Minibus                                     | Jours de fonctionnement L, Ma, Me, J, V              | Jour / Soir / Nuit / Fêtes O / N / N / N             | Voy. / an —                                          | Exploitant MD Services                               |
| 35    | Desserte : - Communes : Le Mans - Principaux arrêts desservis : Gare Sud • Paixhans • Tri Postal • Sécurité Sociale |                                                      |                                                      |                                                      |                                                      |                                                      |                                                      |                                                      |                                                      |
| 35    | Autre : Depuis le 18 novembre 2019, la ligne 35 voit son itinéraire prolongé jusqu'à la Sécurité Sociale. À la suite de cela, la fréquence de passages augmente, avec une attente de 20 minutes. |                                                      |                                                      |                                                      |                                                      |                                                      |                                                      |                                                      |                                                      |
| 35    | Dernière actualisation : — |                                                      |                                                      |                                                      |                                                      |                                                      |                                                      |                                                      |                                                      |

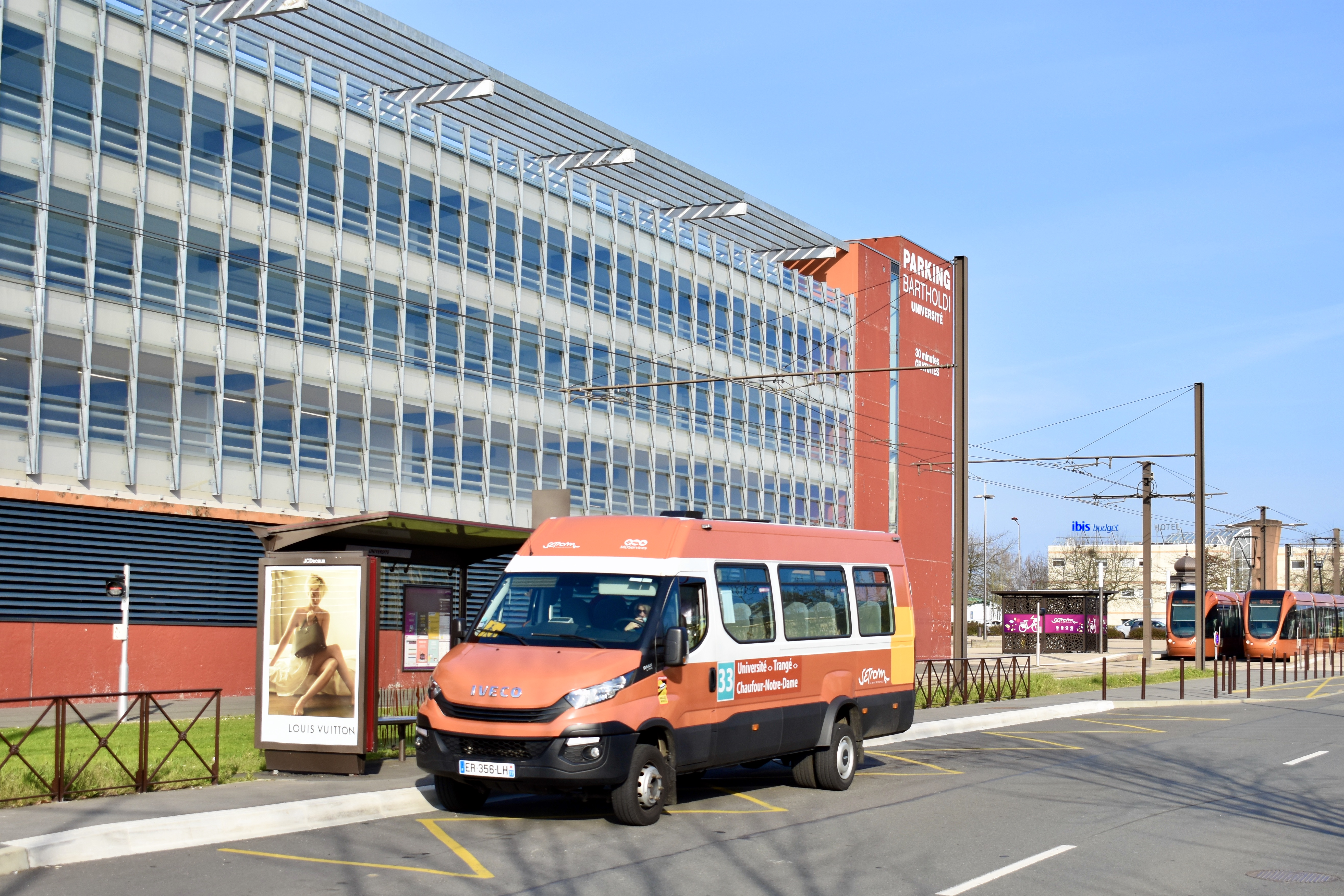
Ligne 33

#### Les navettes gratuites
| Ligne       | Caractéristiques | Caractéristiques                                 | Caractéristiques                                 | Caractéristiques                                 | Caractéristiques                                 | Caractéristiques                                 | Caractéristiques                                 | Caractéristiques                                 | Caractéristiques                                 |
| La Mancelle | (Circulaire) Cité Plantagenêt ⥋ Cité Plantagenêt | (Circulaire) Cité Plantagenêt ⥋ Cité Plantagenêt | (Circulaire) Cité Plantagenêt ⥋ Cité Plantagenêt | (Circulaire) Cité Plantagenêt ⥋ Cité Plantagenêt | (Circulaire) Cité Plantagenêt ⥋ Cité Plantagenêt | (Circulaire) Cité Plantagenêt ⥋ Cité Plantagenêt | (Circulaire) Cité Plantagenêt ⥋ Cité Plantagenêt | (Circulaire) Cité Plantagenêt ⥋ Cité Plantagenêt | (Circulaire) Cité Plantagenêt ⥋ Cité Plantagenêt |
| ----------- | --- | ------------------------------------------------ | ------------------------------------------------ | ------------------------------------------------ | ------------------------------------------------ | ------------------------------------------------ | ------------------------------------------------ | ------------------------------------------------ | ------------------------------------------------ |
| La Mancelle | Ouverture / Fermeture 2 juin 2021 / — | Longueur —                                       | Durée —                                          | Nb. d’arrêts 8                                   | Matériel Bluebus 6m                              | Jours de fonctionnement Me, J, V, S              | Jour / Soir / Nuit / Fêtes O / N / N / N         | Voy. / an —                                      | Exploitant MD Services                           |
| La Mancelle | Desserte : - Communes : Le Mans - Principaux arrêts desservis : Cité Plantagenêt • Jacobins • Comtes du Maines • Eperon • Mairie                                                                               |                                                  |                                                  |                                                  |                                                  |                                                  |                                                  |                                                  |                                                  |
| La Mancelle | Autre : Navette électrique et entièrement gratuite, La Mancelle accompagne les déplacements piétons avec une fréquence de passage toutes les 10 minutes du mercredi au samedi, hors dimanches et jours fériés. |                                                  |                                                  |                                                  |                                                  |                                                  |                                                  |                                                  |                                                  |
| La Mancelle | Dernière actualisation : — |                                                  |                                                  |                                                  |                                                  |                                                  |                                                  |                                                  |                                                  |
| Navette CHM | Parking P3 ⥋ Parking P1-P2 | Parking P3 ⥋ Parking P1-P2                       | Parking P3 ⥋ Parking P1-P2                       | Parking P3 ⥋ Parking P1-P2                       | Parking P3 ⥋ Parking P1-P2                       | Parking P3 ⥋ Parking P1-P2                       | Parking P3 ⥋ Parking P1-P2                       | Parking P3 ⥋ Parking P1-P2                       | Parking P3 ⥋ Parking P1-P2                       |
| Navette CHM | Ouverture / Fermeture 3 janvier 2023 / — | Longueur —                                       | Durée —                                          | Nb. d’arrêts 5                                   | Matériel Minibus                                 | Jours de fonctionnement L, Ma, Me, J, V, S       | Jour / Soir / Nuit / Fêtes O / N / N / N         | Voy. / an —                                      | Exploitant MD Services                           |
| Navette CHM | Desserte : - Communes : Le Mans - Principaux arrêts desservis : Parking P3 • Cadran - Epine • Cancérologie • Maternité Parking P4 • Parking P1-P2                                                              |                                                  |                                                  |                                                  |                                                  |                                                  |                                                  |                                                  |                                                  |
| Navette CHM | Autre : Navette totalement gratuite, La Navette CHM accompagne les déplacements piétons avec une fréquence de passage toutes les 15 minutes du lundi au vendredi, hors dimanches et jours fériés.              |                                                  |                                                  |                                                  |                                                  |                                                  |                                                  |                                                  |                                                  |
| Navette CHM | Dernière actualisation : — |                                                  |                                                  |                                                  |                                                  |                                                  |                                                  |                                                  |                                                  |

#### Flexo Soirée
Mises en place depuis le 12 janvier 2018, et sous-traitées par MD Services, ces navettes circulent les vendredis et samedis soir à 22h30, 23h30 et 0h30.
Départ du centre vers la périphérie, selon cinq zones, toutes au départ de l'arrêt République (DB Levasseur arrêt de la Ligne 6) :
- Zone A (code service 170) : vers Le Mans (quartier des Ardriers), Rouillon, Trangé et Chaufour-Notre-Dame ;
- Zone B (code service 171) : vers Le Mans (quartiers Gallière - Épine), La Chapelle-Saint-Aubin, Saint-Saturnin, La Milesse et Aigné ;
- Zone C (code service 172) : vers Le Mans (quartier Villaret-Prémartine), Coulaines (quartier de La Closerie), Sargé-lès-le-Mans, Yvré-l'Évêque, et Champagné ;
- Zone D (code service 173) : vers Le Mans (quartier Batignolles), Ruaudin, Mulsanne et Arnage ;
- Zone E (code service 174): vers Allonnes (quartier Bérardière), Saint-Georges-du-Bois, Pruillé-le-Chétif et Fay.

#### Navettes scolaires
Numérotées de 100 à 164 à partir de la rentrée scolaire de septembre 2024.
| Ligne | Parcours                                                                    | Établissement(s) desservi(s)                      | Période         | Matériel              | Exploitant    |
| ----- | --------------------------------------------------------------------------- | ------------------------------------------------- | --------------- | --------------------- | ------------- |
| 100   | Aigné <> La Milesse <> St-Saturnin <> Collège Épine et les Mûriers          | Collèges de l'Épine et des Muriers                | L, Ma, Me, J, V | Iveco Bus Crossway    | Transdev STAO |
| 101   | Aigné <> La Milesse <> La Chapelle St-Aubin <> Collège Épine et les Mûriers | Collèges de l'Épine et des Muriers                | L, Ma, Me, J, V | Mercedes-Benz Intouro | Transdev STAO |
| 102   | Aigné <> La Milesse <> St-Saturnin <> Collège La Madeleine                  | Collège La Madeleine                              | L, Ma, Me, J, V | Iveco Bus Crossway    | Transdev STAO |
| 103   | Aigné <> La Milesse <> St-Saturnin <> Lycées Washington, Funay et Sud       | Lycées Washington, Funay et Sud                   | L, Ma, Me, J, V | N.C.                  | Transdev STAO |
| 110   | Mulsanne / Ruaudin <> Lycées Sud, Funay et St-Charles Ste-Croix             | Lycées Sud, Funay et St-Charles Ste-Croix         | L, Ma, Me, J, V | Iveco Bus Crossway    | Transdev STAO |
| 111   | Mulsanne / Ruaudin <> Lycée Montesquieu et Bellevue et Lycée Washington     | Lycée Montesquieu et Bellevue et Lycée Washington | L, Ma, Me, J, V | Iveco Bus Crossway    | Transdev STAO |
| 112   | Mulsanne / Arnage / Allonnes <> Lycées Malraux et Claude Chappe             | Lycées Malraux et Claude Chappe                   | L, Ma, Me, J, V | Iveco Bus Crossway    | Transdev STAO |
| 113   | Ruaudin <> Collège Les Sources                                              | Collège Les Sources                               | L, Ma, Me, J, V | N.C.                  | Transdev STAO |
| 114   | Ruandin <> Mulsanne <> Collège Bollée                                       | Mulsanne (Collège Bollée)                         | L, Ma, Me, J, V | N.C.                  | Transdev STAO |
| 120   | Fatines <> Champagné <> Lycées Washington, Funay et Sud                     | Lycées Washington, Funay et Sud                   | L, Ma, Me, J, V | N.C.                  | Transdev STAO |
| 121   | Fatines <> Champagné <> Lycée Montesquieu et Bellevue                       | Lycée Montesquieu et Bellevue                     | L, Ma, Me, J, V | N.C.                  | Transdev STAO |
| 122   | Parence <> Yvré l'Évêque (Collège Pasteur)                                  | Yvré l'Évêque (Collège Pasteur)                   | L, Ma, Me, J, V | N.C.                  | Transdev STAO |
| 123   | Fatines (La Pointe) <> Champagné (Collège Wilbur Wright)                    | Champagné (Collège Wilbur Wright)                 | L, Ma, Me, J, V | N.C.                  | Transdev STAO |
| 124   | Fatines (La Bodinière) <> Champagné (Collège Wilbur Wright)                 | Champagné (Collège Wilbur Wright)                 | L, Ma, Me, J, V | N.C.                  | Transdev STAO |
| 125   | Fatines (La Baronnière) <> Champagné (Collège Wilbur Wright)                | Champagné (Collège Wilbur Wright)                 | L, Ma, Me, J, V | N.C.                  | Transdev STAO |
| 130   | Sargé-lès-Le-Mans <> Psalette et Tolstoï                                    | Collèges Psalette et Tolstoï                      | L, Ma, Me, J, V | Iveco Bus Crossway    | Transdev STAO |
| 131   | Bellevue - Université                                                       | Université du Mans                                | L, Ma, Me, J, V | N.C.                  | Transdev STAO |
| 140   | Allonnes <> Établissement scolaire Allonnes                                 | Établissement scolaire Allonnes                   | L, Ma, Me, J, V | Mercedes-Benz Intouro | Transdev STAO |
| 141   | Rouillon <> Collège Vieux Clombier <> Lycée Malraux                         | Collège du Vieux Colombiers et Lycée Malraux      | L, Ma, Me, J, V | Iveco Bus Crossway    | Transdev STAO |
| 142   | Rouillon <> Lycées St-Joseph-La-Salle et André Malraux                      | Lycées St-Joseph-La-Salle et André Malraux        | L, Ma, Me, J, V | N.C.                  | Transdev STAO |
| 150   | St-Georges-du-Bois <> Collège Le Marin et Kennedy                           | Collège Le Marin et Kennedy                       | L, Ma, Me, J, V | N.C.                  | Transdev STAO |
| 151   | St-Georges-du-Bois <> St-Joseph-La-Salle                                    | Lycée de St Joseph La Salle                       | L, Ma, Me, J, V | N.C.                  | Transdev STAO |
| 152   | Fay / Pruillé-Le-Chétif / St-Georges-du-Bois <> Lycée Malraux               | Lycée Malraux                                     | L, Ma, Me, J, V | N.C.                  | Transdev STAO |
| 153   | Chaufour / Fay / Pruillé-Le-Chétif <> Vieux Colombier et St-Joseph-La-Salle | Vieux Colombier et St-Joseph-La-Salle             | L, Ma, Me, J, V | N.C.                  | Transdev STAO |
| 154   | Pruillé-Le-Chétif <> St-Joseph-La-Salle et Vieux Colombier                  | St-Joseph-La-Salle et Vieux Colombier             | L, Ma, Me, J, V | N.C.                  | Transdev STAO |
| 155   | Chaufour-Notre-Dame / Trangé <> Collège Les Mûriers et Ambroise Paré        | Collèges Les Mûriers et Ambroise Paré             | L, Ma, Me, J, V | N.C.                  | Transdev STAO |
| 160   | Belle Chasse <> Collège Epine                                               | Collège Epine                                     | L, Ma, Me, J, V | N.C.                  | Transdev STAO |
| 161   | Belle Chasse <> Écoles Marcel Pagnol et Louise Labé                         | Écoles Marcel Pagnol et Louise Labé               | L, Ma, Me, J, V | N.C.                  | Transdev STAO |
| 162   | Éperon <> Lycée Ste Catherine                                               | Lycée Ste Catherine                               | L, Ma, Me, J, V | N.C.                  | Transdev STAO |
| 163   | Gare Routière <> Lycée Ste Catherine                                        | Lycée Ste Catherine                               | L, Ma, Me, J, V | N.C.                  | N.C.          |
| 164   | Gare Routière <> St-Joseph-La-Salle                                         | St-Joseph-La-Salle                                | L, Ma, Me, J, V | N.C.                  | Transdev STAO |

## Galerie
- Agora S GNV n° 683 à l'arrêt Eperon, faisant la navette conducteurAgora S GNV n° 683 à l'arrêt Eperon, faisant la navette conducteur

Agora S GNV n° 683 à l'arrêt Eperon, faisant la navette conducteur
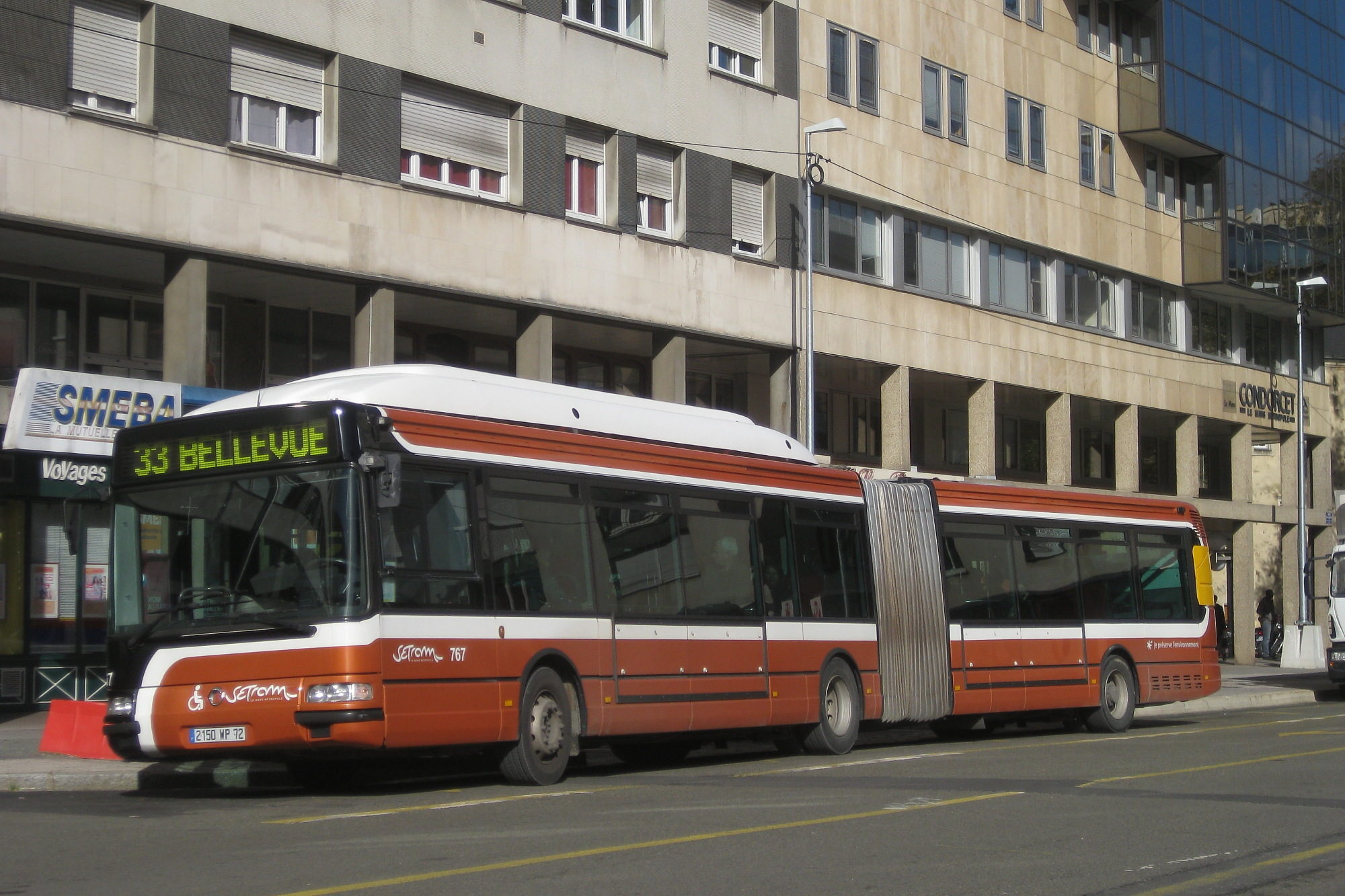
Un Agora L GNV avenue François Mitterrand au Mans, au terminus des "Comtes du Maine"
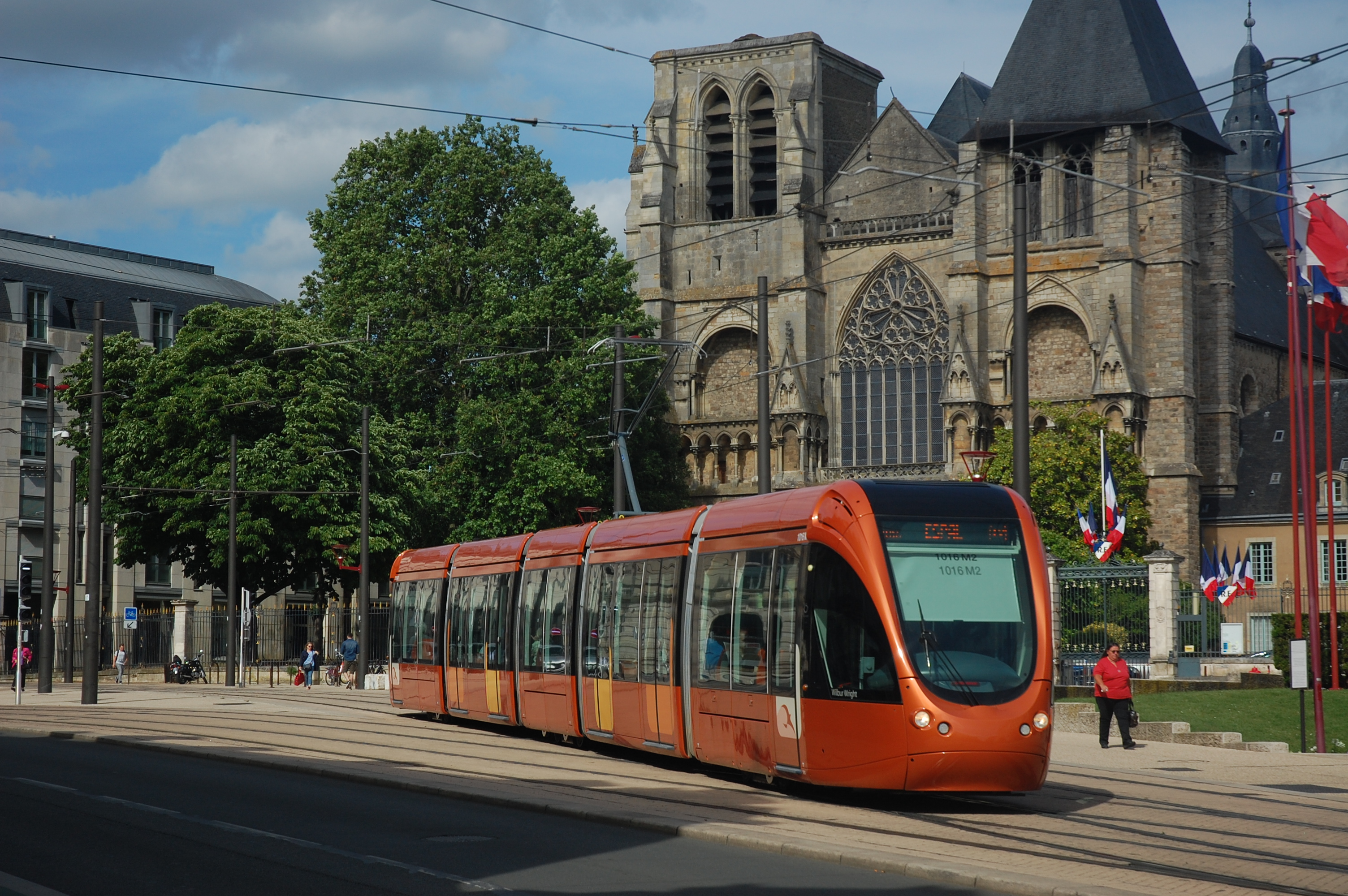
Alstom Citadis 302 no 1016
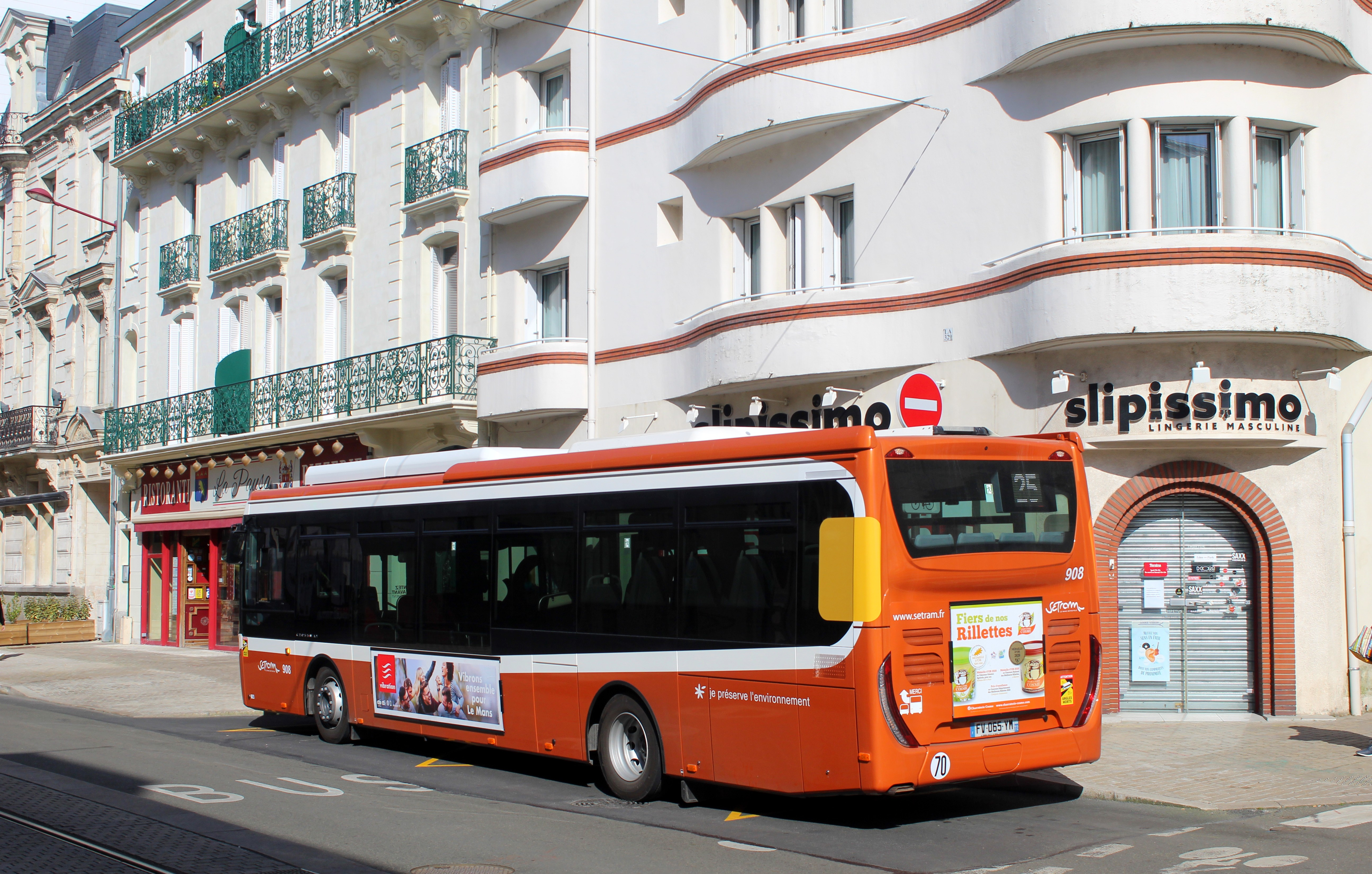
Iveco Crossway LE NP no 908, sur la 25 en pause à "République"
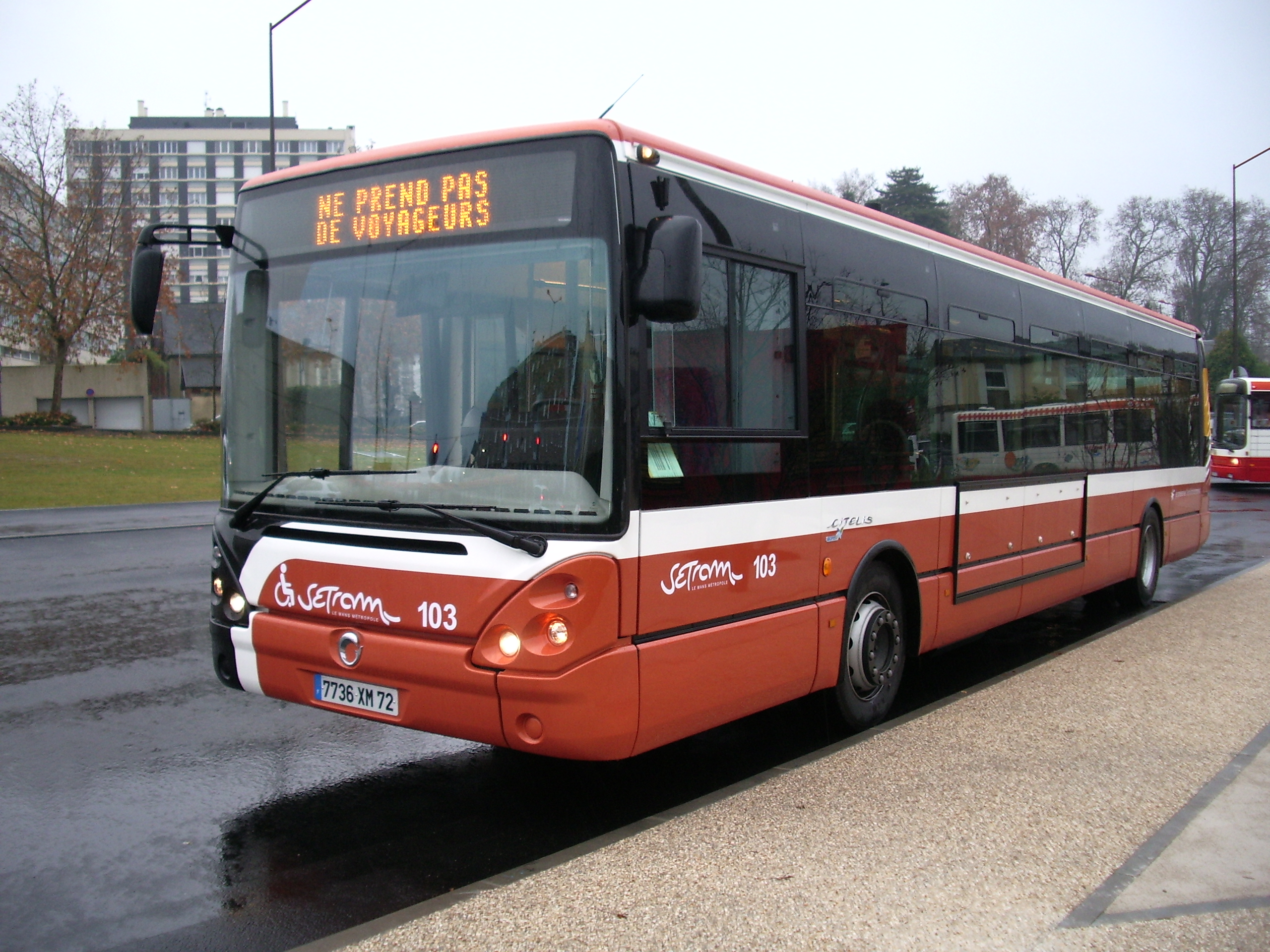
un bus citelis 12 de la setram avec la nouvelle livré de novembre 2007
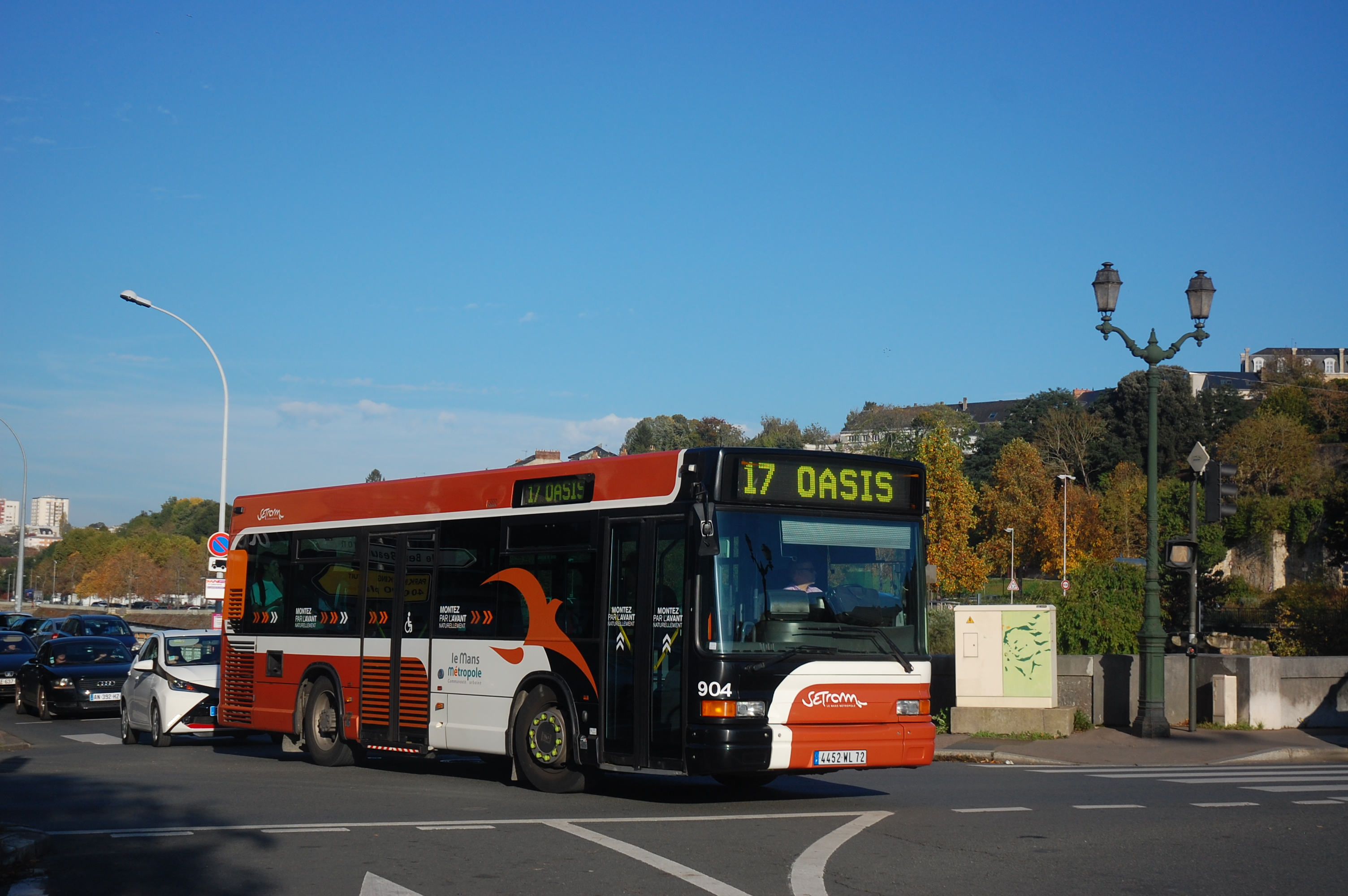
Heuliez GX117 no 904
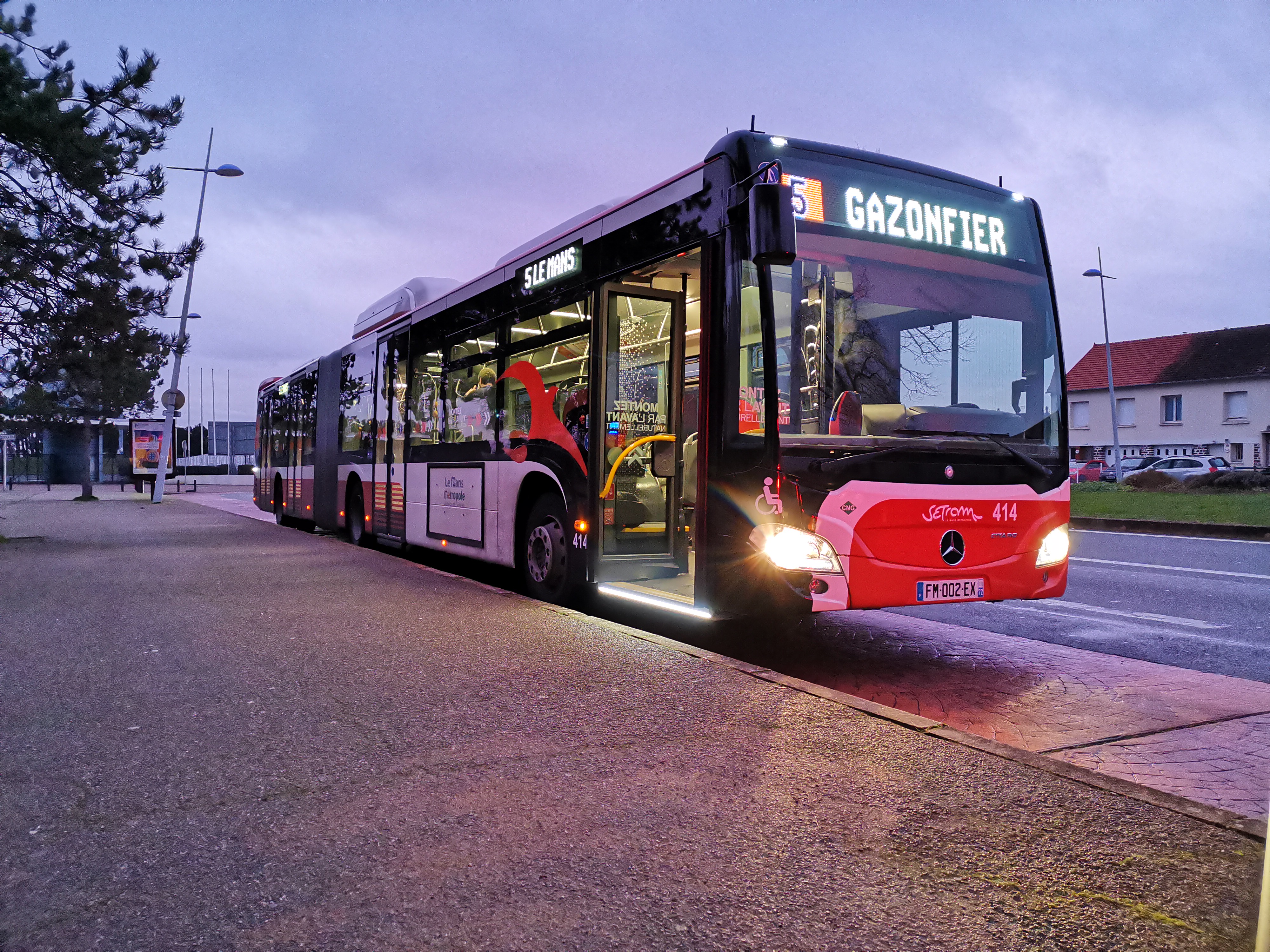
Mercedes-Benz Citaro G C2 NGT no 414 sur la 5, faisant une pause, au terminus "Oasis Centre des expositions"
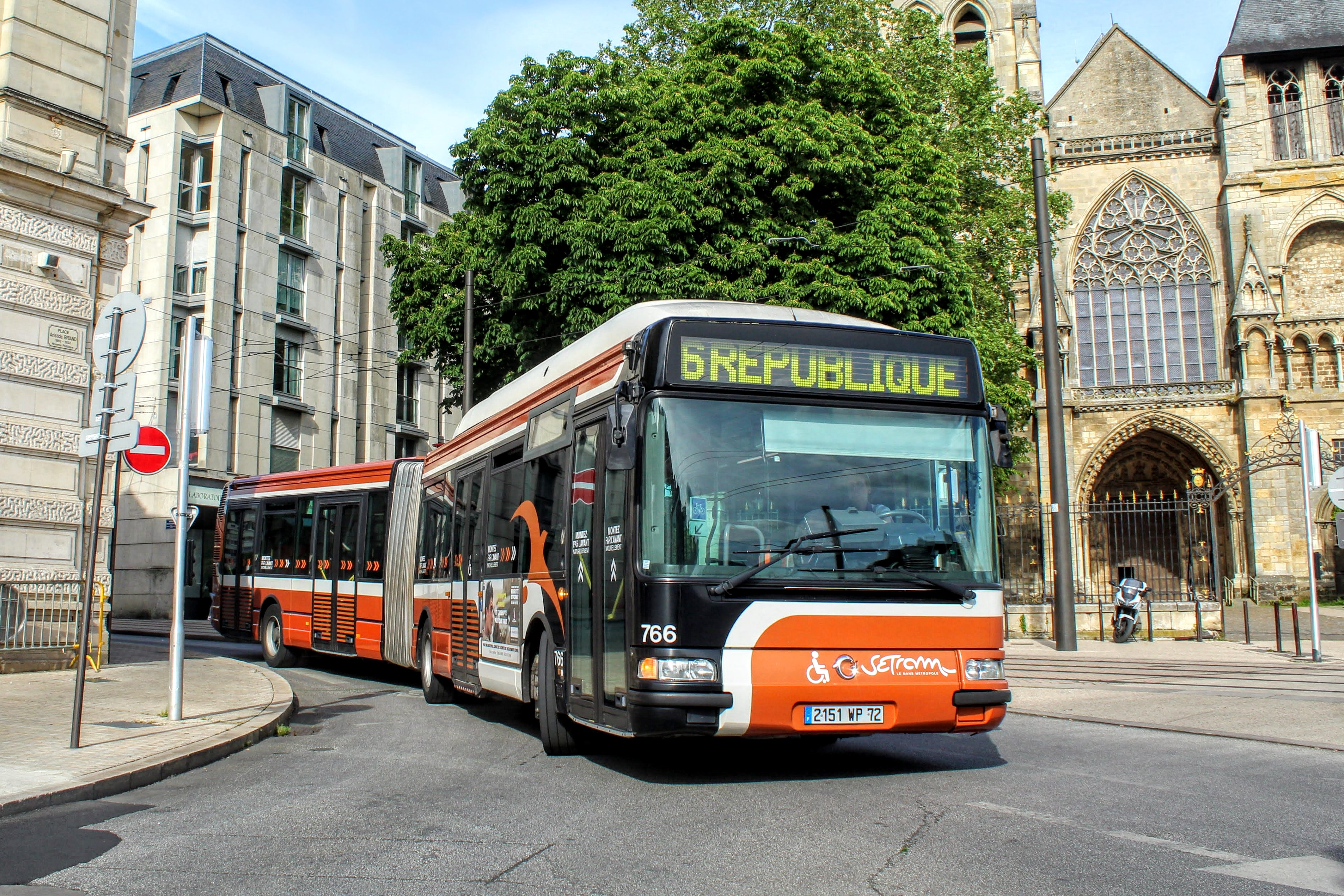
Irisbus Agora L GNV du réseau SETRAM (Le Mans)
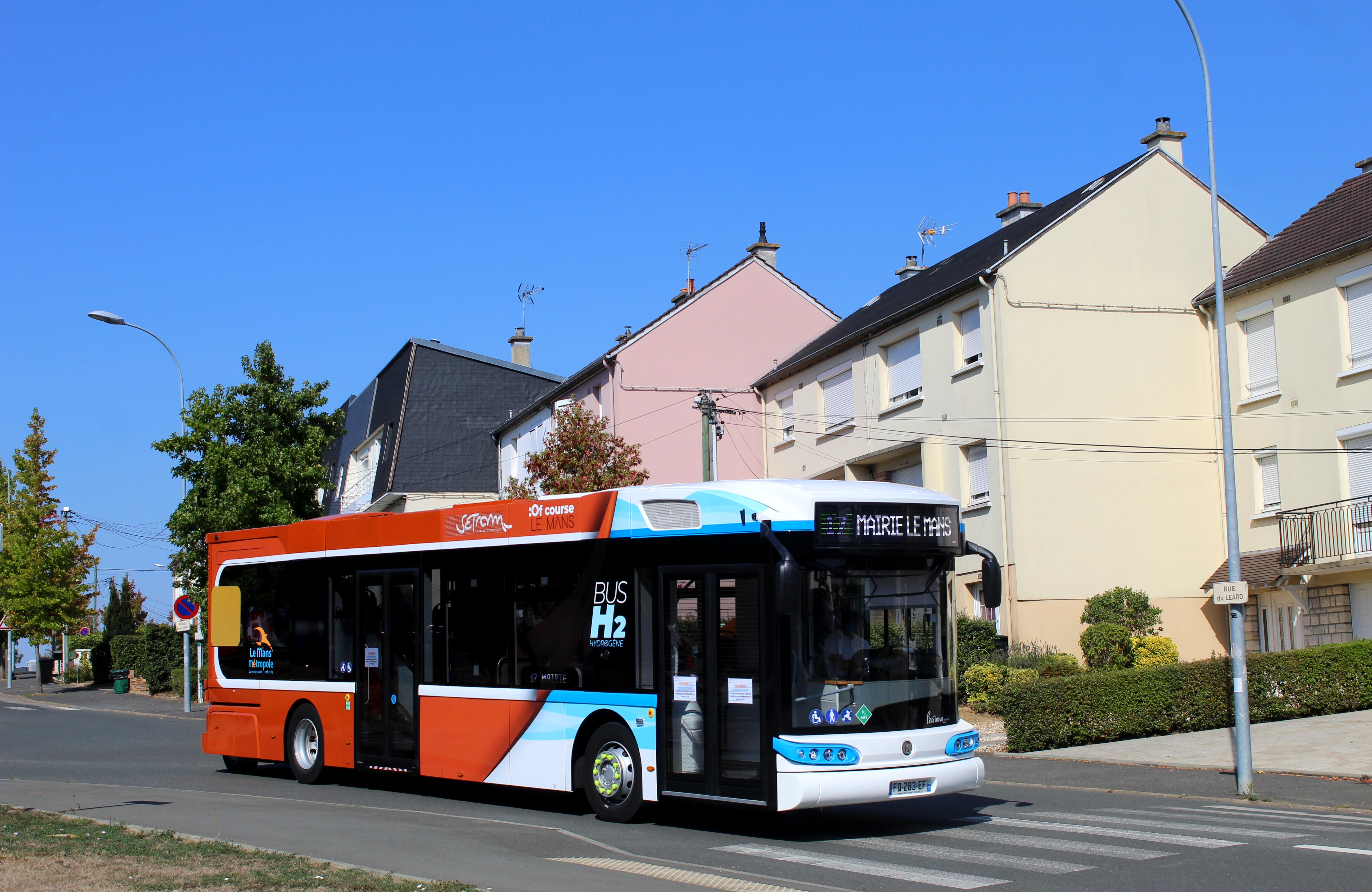
Safra Businova H2 no 907 sur la 17, partant de Gallière vers Mairie
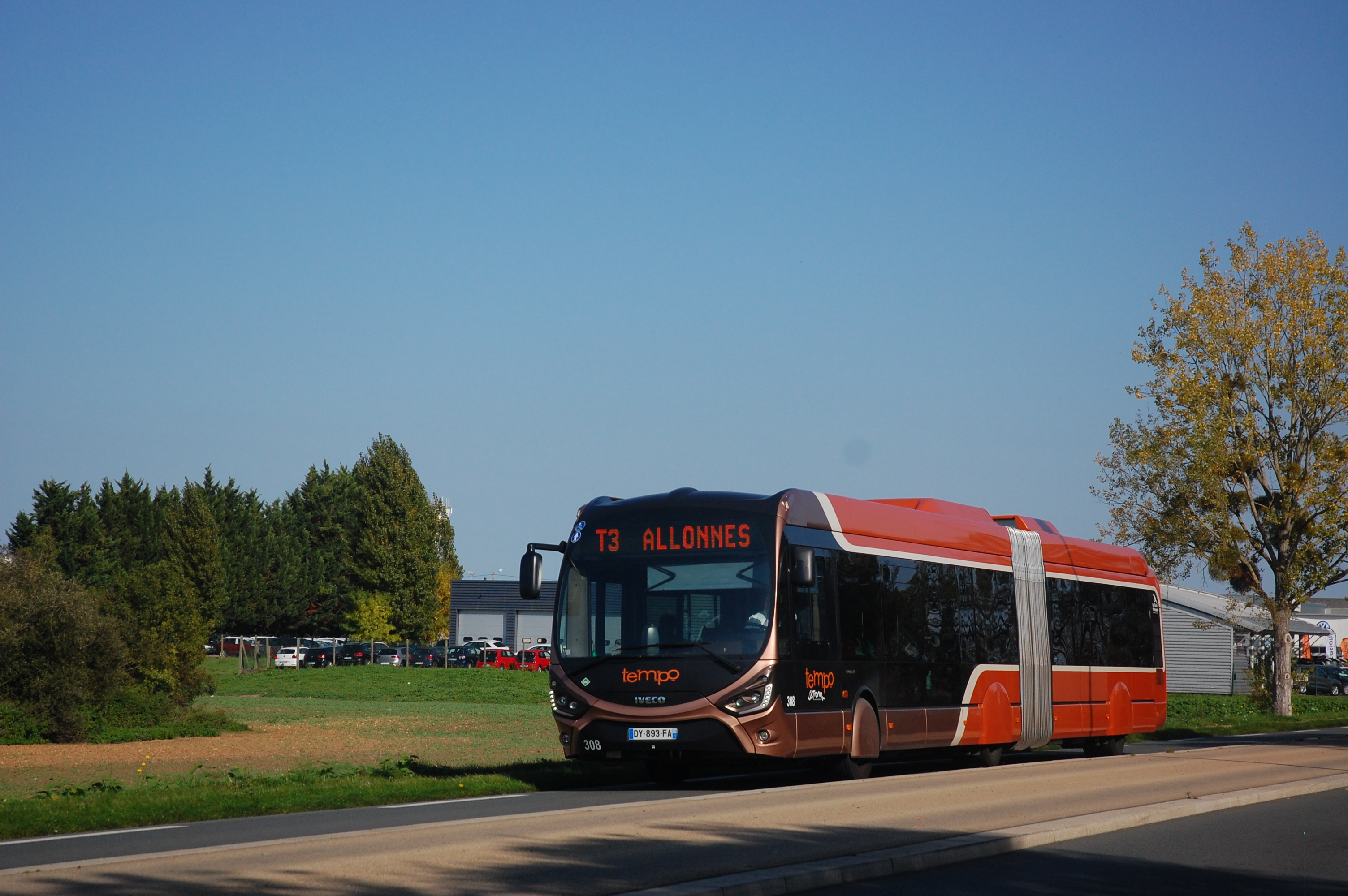
IvecoBus Créalis 18 GNC no 308
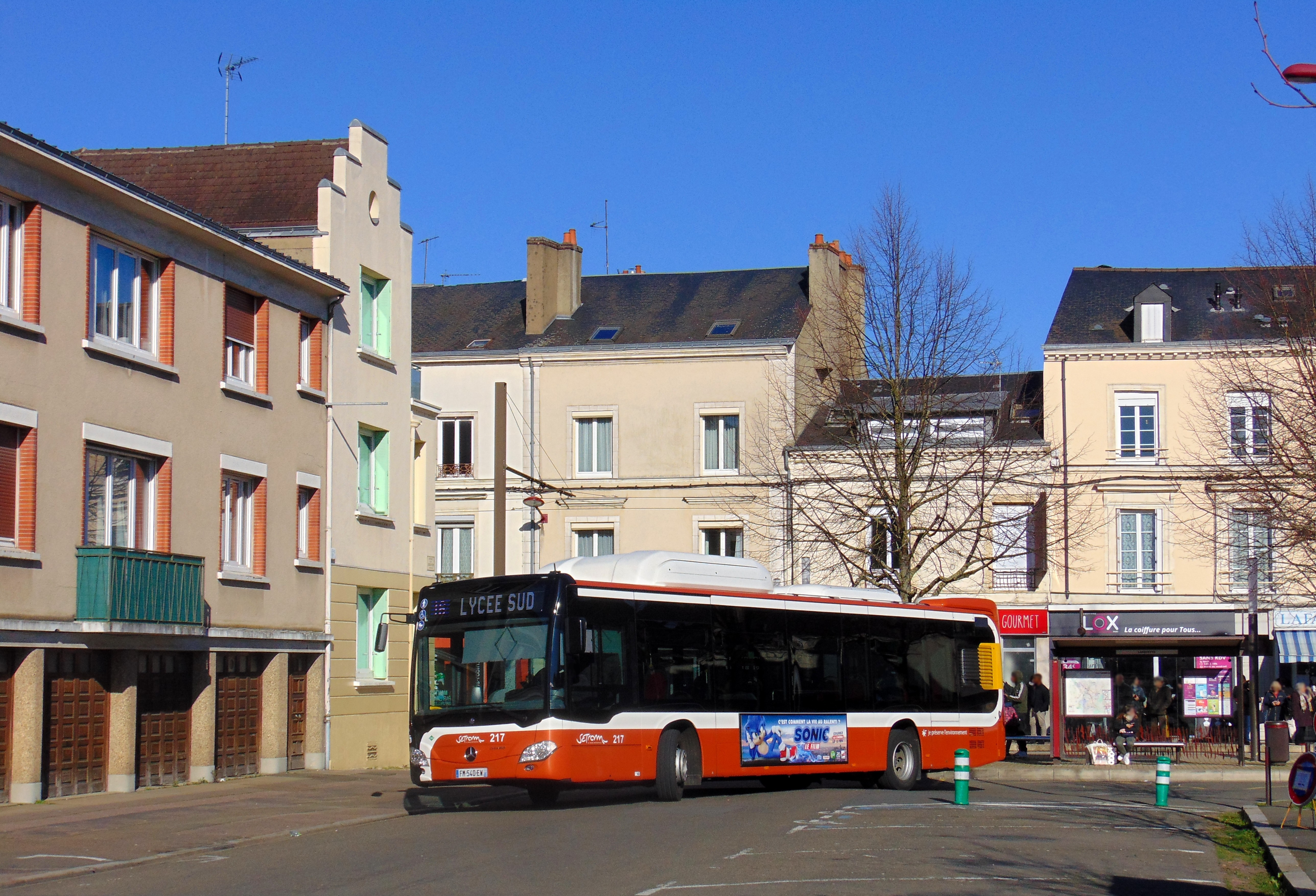
Citaro C2 NGT no 217 sur la 16, partant de Lafayette le 6.02.2020.

## Location de vélos
Depuis 2010, la SETRAM propose aux résidents de louer des vélos sur une longue durée. Fin 2020, les quelque 2000 vélos à assistance électrique loués avaient parcouru au total 1 280 000 km. Face à la forte demande le parc est régulièrement agrandi, portant le nombre de vélos loués de 500 en 2016 à près de 5200 en 2024, dont 5000 à assistance électrique. Ce développement est accompagné par l'installation de consignes vélos sécurisées, en nombre de 10 offrant un total de 240 places en 2023, et du projet Chronovélo porté par Le Mans Métropole prévoyant une première tranche d'aménagements sur la période 2026-2030.